# ビジネススクール
ビジネス・スクール（英: business school）は、商業・経営・経営管理の高等教育機関。様々な定義を指す呼称だが、一般に経営（マネジメント）に関する高等教育機関を指し、特に大学院レベルの教育機関を指す。日本語の「ビジネス・スクール」の呼称は、主に米国式の専門職大学院（プロフェッショナル・スクール）を指すものである。

## 歴史
世界最古のビジネススクールは1819年に設立されたパリ高等商業学校（ESCP、現在のESCP EUROPE）であり、フランスのパリ市に置かれたグランゼコールの一つである。米国においては、1881年に設立されたペンシルベニア大学ウォートン・スクールが米国初のビジネススクールである。英国においては、1965-66年にロンドン・ビジネス・スクール、マンチェスター・ビジネス・スクール、ベイズ・ビジネス・スクール、ダラム・ビジネス・スクールなどが設立された。
日本最初期のビジネススクールとしては、明治時代の1875年に森有礼、渋沢栄一、益田孝らにより設立された商法講習所（現一橋大学）や、1878年に兵庫県や福沢諭吉により設立された神戸商業講習所（現兵庫県立神戸商業高等学校）、森下岩楠や岩崎弥太郎により1878年に設立された三菱商業学校（明治義塾）、1880年に五代友厚らにより設立された大阪商業講習所（現大阪市立大学）、1882年に設立された横浜商法学校（現横浜市立大学）などがある。2003年（平成15年）に文部科学省は、従来の大学院研究課程とは別に、企業経営や会計、法務などの実務家を養成する「専門職大学院」の制度を作った。現在日本においてMBAを取得できるビジネススクールとしては、この専門職大学院制度に基づく専門職学位課程によるものと、従来の修士課程によるものとの二通りがある。

## 付与される学位
以下の大学院レベルの学位が一般的である。
- 修士:（Master's degree マスター・ディグリー） Master of Business Administration（経営学修士/MBA）、 Masters in Business and Management(MBM)、 Master of Management、 Master of Accountancy（会計学修士）、 Master of Marketing Research、 Master of Information Systems Management、 Master of Science in Management、 Master of Health Administration（保健学修士）、 Master of Science in Finance（ファイナンス科学修士）、 MSc、 Master of Science in Taxation、 Masters in Management Studies、 EMBA 、 Master of Commerce
- 博士: Ph.D.、 Doctor of Business Administration（DBA）、 Doctor of Health Administration、 Doctor of Management、 Doctor of Commerce (DCOM)、 PhD in Management or Business Doctorate (Doctor of Philosophy)、 Doctor of Professional Studies (DPS)

## 各国の一覧

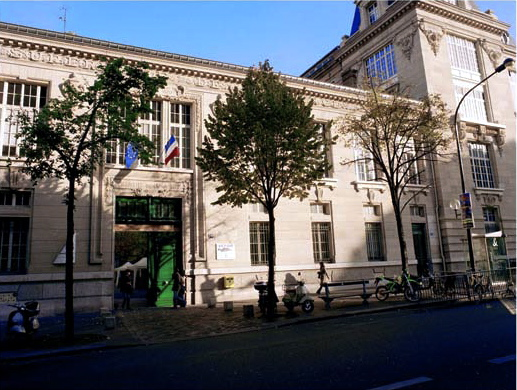
世界最古のビジネススクールESCP EUROPE。フランスパリ市
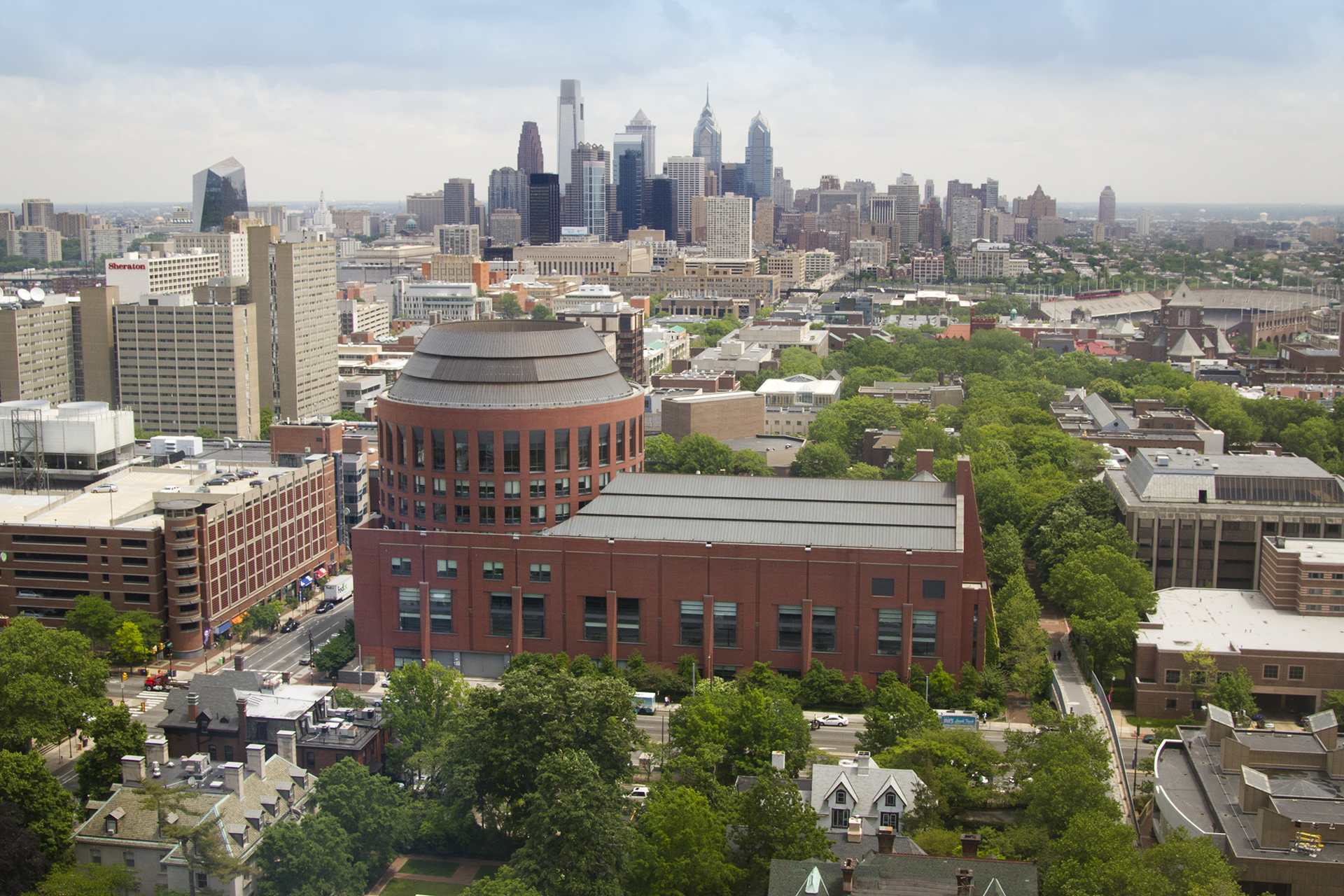
ペンシルベニア大学ウォートン・スクール。米国最古のビジネススクール
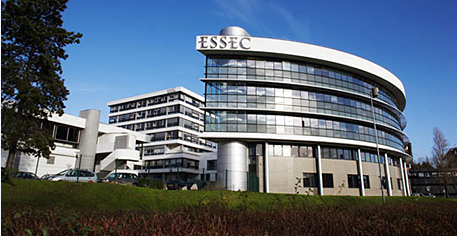
ESSECは米国外で初のAACSB認定を取得したスクール（フランス、シンガポール校）

### アジア

#### 日本
日本の文部科学省は「MBA」という名称の学位を具体的に定義する規定を設けていないため、類似学位として「経営学修士」もしくは「経営管理学修士」を設けている。日本には、欧米のようなMBAの教育の質を評価・認証する独立機関は無く、外資系企業などでの国際的に通用するアカデミックなMBAの評価においては、海外のAACSB・AMBA・EQUISといった国際認証機関による審査が重要視される。日本の大学院の中には、国際的なMBAの基準を満たしていないにも関わらず、「MBA」と呼称しているケースが存在する。国内MBAの教育機関の中には、これらの国際認証を受けている大学院もあるが、全体の割合で見ると非常に少数である。
日本国内では、欧米のアカデミック重視型MBAと異なり、実務重視型経営学・経営管理学修士の教育となっており、通学の便宜を図るため、従来のフルタイム型以外に、土日あるいは平日夜間を利用したパートタイム型のカリキュラムを開講する大学院が多い。文理問わず社会人の入学が多く、ビジネス街の中心部にサテライト教室を設ける大学院や、オンライン受講のみで修了できるプログラムを用意している大学院もある。
- 日本の主な経営大学院プログラム・ビジネススクール 
  - （北海道・東北）
    - 北海道大学大学院経済学研究院・大学院経済学院・経済学部
    - グロービス経営大学院大学 仙台特設キャンパス

  - （関東）
    - 一橋大学経営管理研究科（AACSB国際認証取得）
    - 慶應義塾大学大学院経営管理研究科 修士課程（AACSB・EQUIS国際認証取得）
    - 早稲田大学大学院経営管理研究科 （AACSB・EQUIS国際認証取得）
    - 中央大学大学院戦略経営研究科（AMBA国際認証取得）
    - 横浜国立大学大学院国際社会科学府経営学専攻
    - 青山学院大学 大学院国際マネジメント研究科
    - ビジネス・ブレークスルー大学院大学
    - グロービス経営大学院大学 東京校、横浜特設キャンパス、水戸特設キャンパス

  - （中部）
    - 国際大学国際経営学研究科（AACSB国際認証取得）
    - 名古屋商科大学大学院（AACSB・EQUIS・AMBA国際認証取得）
    - グロービス経営大学院大学 名古屋校

  - （関西）
    - 京都大学経営管理大学院（EQUIS国際認証取得）
    - 神戸大学大学院経営学研究科・経営学部
    - グロービス経営大学院大学 大阪校

  - （中国・四国）
    - 岡山大学大学院
    - 香川大学大学院

  - （九州・沖縄）
    - 九州大学 経済学府
    - 立命館アジア太平洋大学経営管理研究科（AACSB・AMBA国際認証取得）
    - グロービス経営大学院大学 福岡校
- 英語履修のみで取得できる国内MBA
  - 一橋大学大学院経営管理研究科国際企業戦略専攻（AACSB国際認証取得）
  - 早稲田大学大学院経営管理研究科ビジネス専攻（早稲田大学ビジネススクール・全日制MBAグローバル（AACSB・EQUIS国際認証取得）
  - 筑波大学大学院　修士（国際経営プロフェッショナル専攻）
  - 国際大学国際経営学研究科 MBAプログラム/Eビジネス経営プログラム（AACSB国際認証取得）
  - 名古屋商科大学大学院 Global MBAプログラム（AACSB・EQUIS・AMBA国際認証取得）
  - 関西学院大学専門職大学院経営戦略研究科　経営戦略専攻　国際経営コース
  - グロービス経営大学院大学 英語MBAプログラム

- 日本で取得できる海外のMBA
  - テンプル大学日本校MiM（マネジメント修士）プログラム（AACSB認証取得、2005年2月に文科省より「外国大学の日本校」として指定を受ける）
  - マギル大学 MBA Japanプログラム（2015年4月に文科省より「外国大学の日本校」として指定を受ける）
  - ロンドン大学グローバルMBA（2017年に開設、ロンドン大学クイーン・メアリーによるAcademic Direction、提携するLocal Teachingセンターでの受講もしくはオンラインでも受講が可能、CMI・CIMA認証）
  - マサチューセッツ大学（AACSB認証取得。日本の大学院設置基準外で文科省による修士の学位としては認められない）
  - ウェールズ大学経営大学院 英国（QAA（w:Quality Assurance Agency for Higher Education）認証取得（QAAとNIAD-UE（独立行政法人大学改革支援・学位授与機構）は2007年2月より提携。日本の大学院設置基準外で文科省による修士の学位としては認められない）日本での運営はHABS(ヒューマンアカデミービジネススクール)。
  - ミドルセックス大学経営大学院 英国（EQUIS）認証取得。日本の大学院設置基準外で文科省による修士の学位としては認められない）
  - ボンド大学経営大学院（Bond-BBT MBA-Tokyo、AACSB・EQUIS認証取得。日本の大学院設置基準外で文科省による修士の学位としては認められない）
  - アナハイム大学（アメリカの大学院としてCHEAの認証取得。日本の大学院設置基準外で文科省による修士の学位としては認められない）
  - ポンゼショセ大学国際経営大学院日本キャンパス（ENPC MBA-Tokyo、日本の大学院設置基準外で文科省による修士の学位としては認められない）

- MBA連携 
  - 一橋大学大学院経営管理研究科、北京大学光華管理学院（PKU）、ソウル大学校経営学部経営大学院（SUN） は、文部科学省世界展開力強化事業の一貫として、教育・研究の協働を行うBEST Allianceを締結している[6]。
  - 慶應義塾大学大学院経営管理研究科、京都大学経営管理大学院、神戸大学大学院経営学研究科は経営管理人材教育に関して包括的な連携を行っている[7]。
  - その他殆どすべてのオンライン大学院（各国政府認定のオンライン大学院で国籍を問う学l校は少数派である。日本の大学院設置基準外で文科省による修士の学位ないし専門職学位としては認められない）

#### 中国

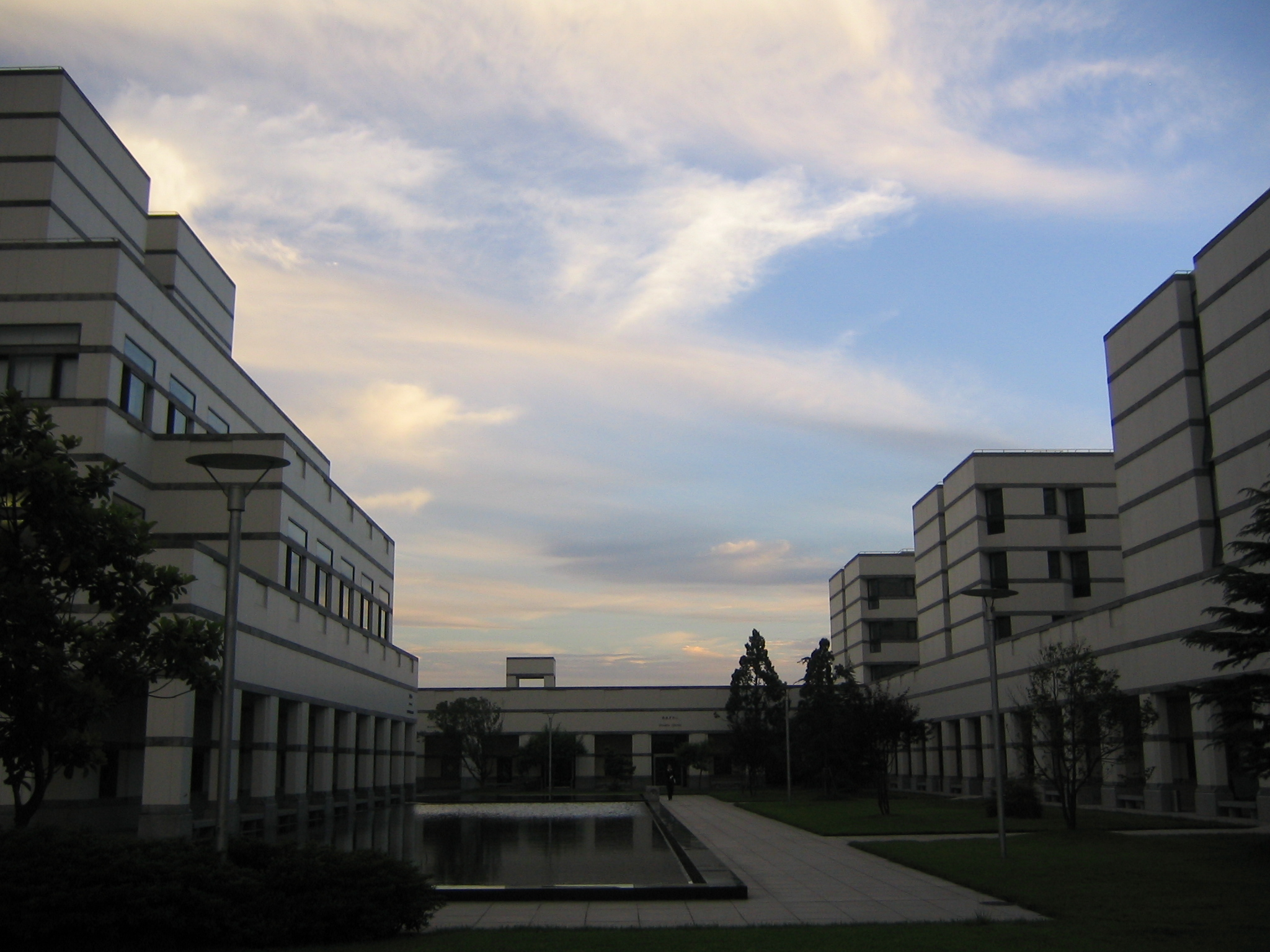
CEIBS

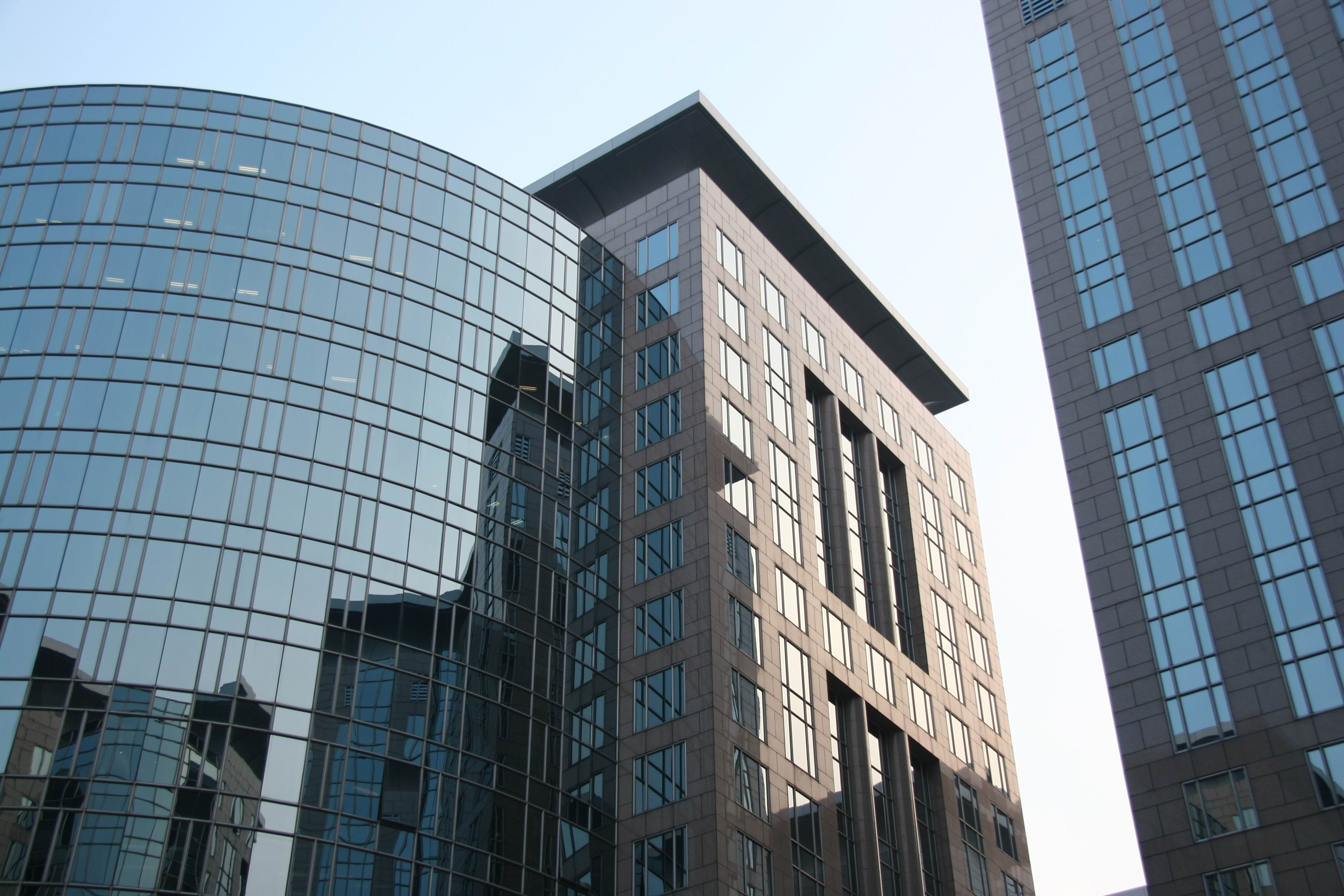
CKGSB

中国ではMBAが過剰なまでに注目されており、現在MBA取得者が200万人も居ると言われている。
- 中欧国際工商学院(CEIBS)
- 長江商学院(CKGSB)
- 北京大学光華ビジネススクール
- 北京外国語大学国際ビジネススクール(IBS)
- 清華大学ビジネススクール
- 復旦大学ビジネススクール
- 上海交通大学ビジネススクール

#### 香港

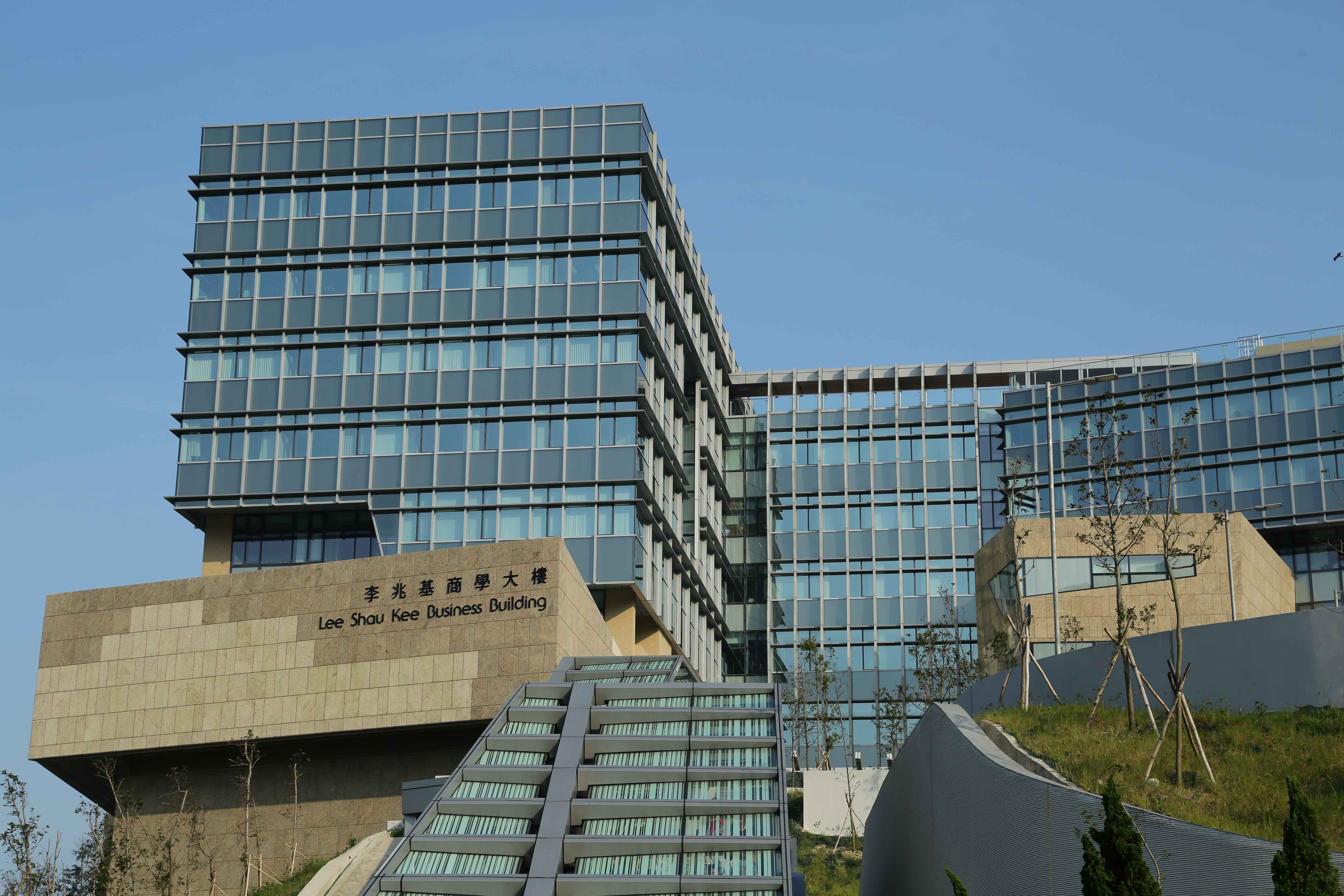
HKUST

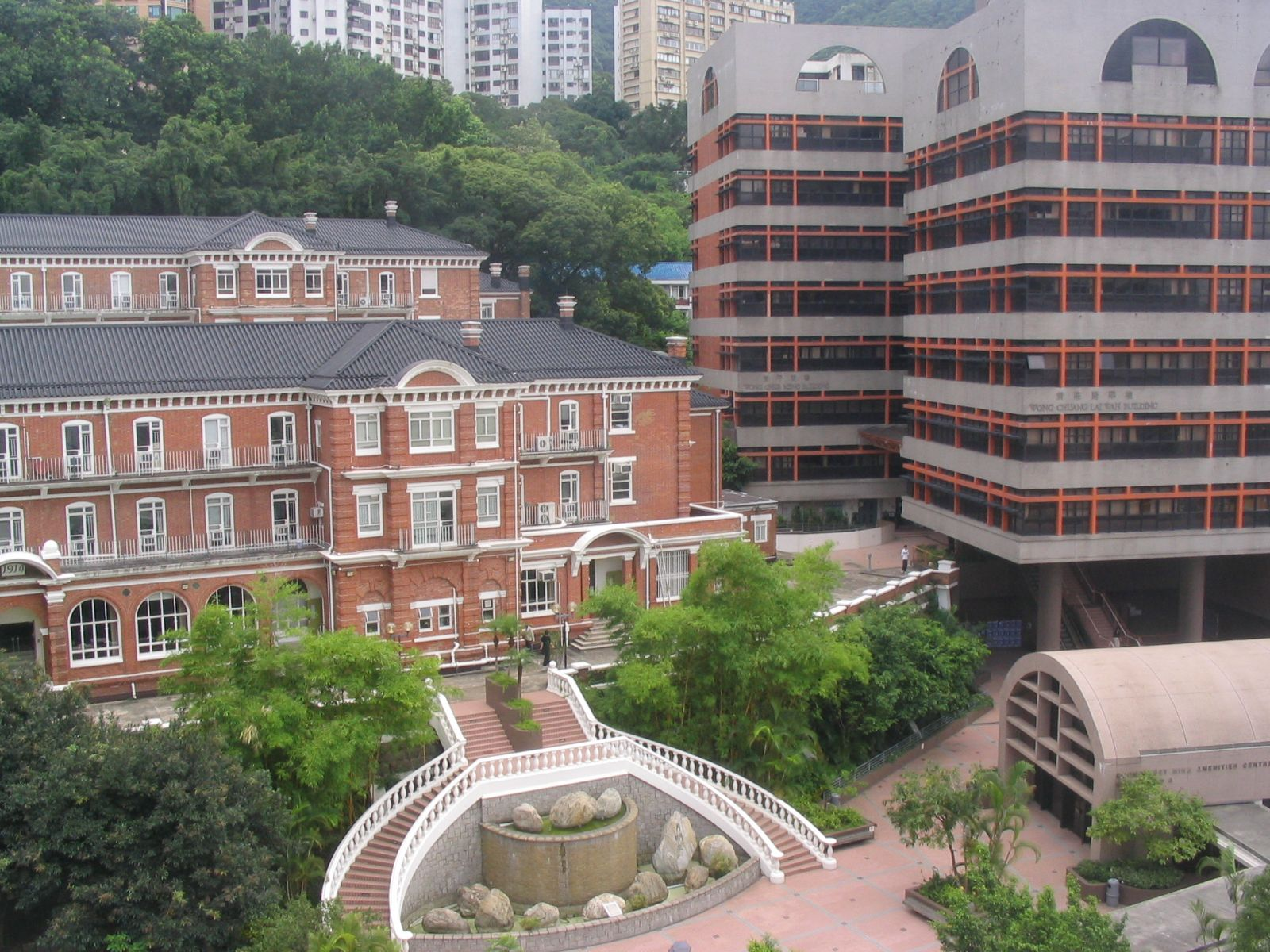
HKU

- 香港科技大学ビジネススクール(HKUST)
- 香港大学ビジネススクール(HKU)
- 香港中文大学ビジネススクール(CUHK)
- 香港浸会大学
- 香港理工大学
- 香港城市大学
- 香港都会大学

#### シンガポール

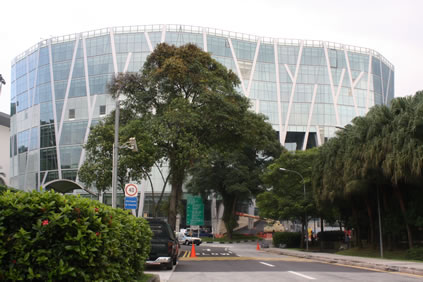
NUS

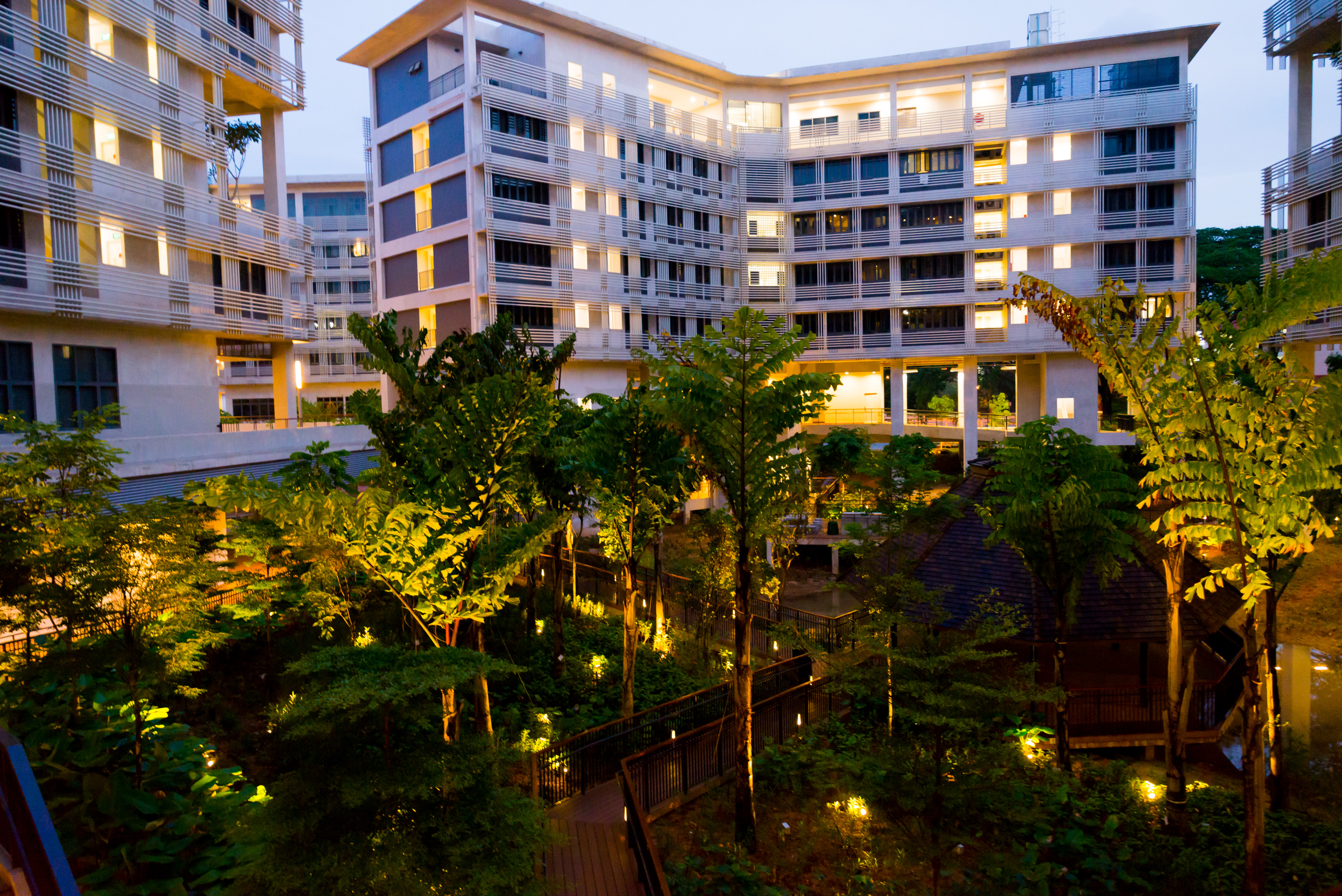
NTU/NBS

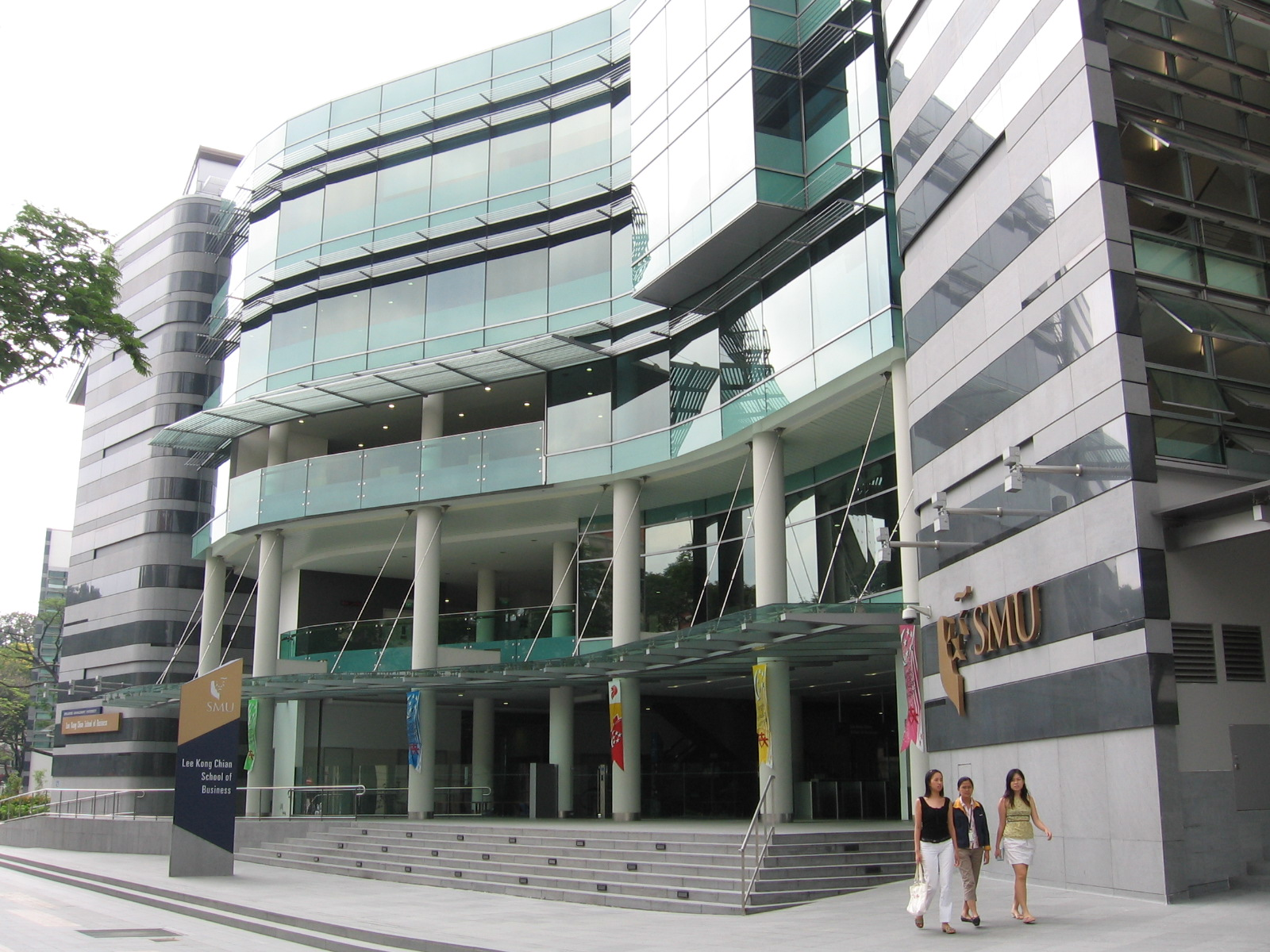
SMU

- シンガポール国立大学ビジネススクール(NUS)
- 南洋理工大学ビジネススクール(NTU/NBS)
- シンガポール経営大学リー・コンチェン・ビジネススクール(SMU)

#### マレーシア
- Monashビジネススクール（モナシュ大学マレーシア分校）

#### タイ

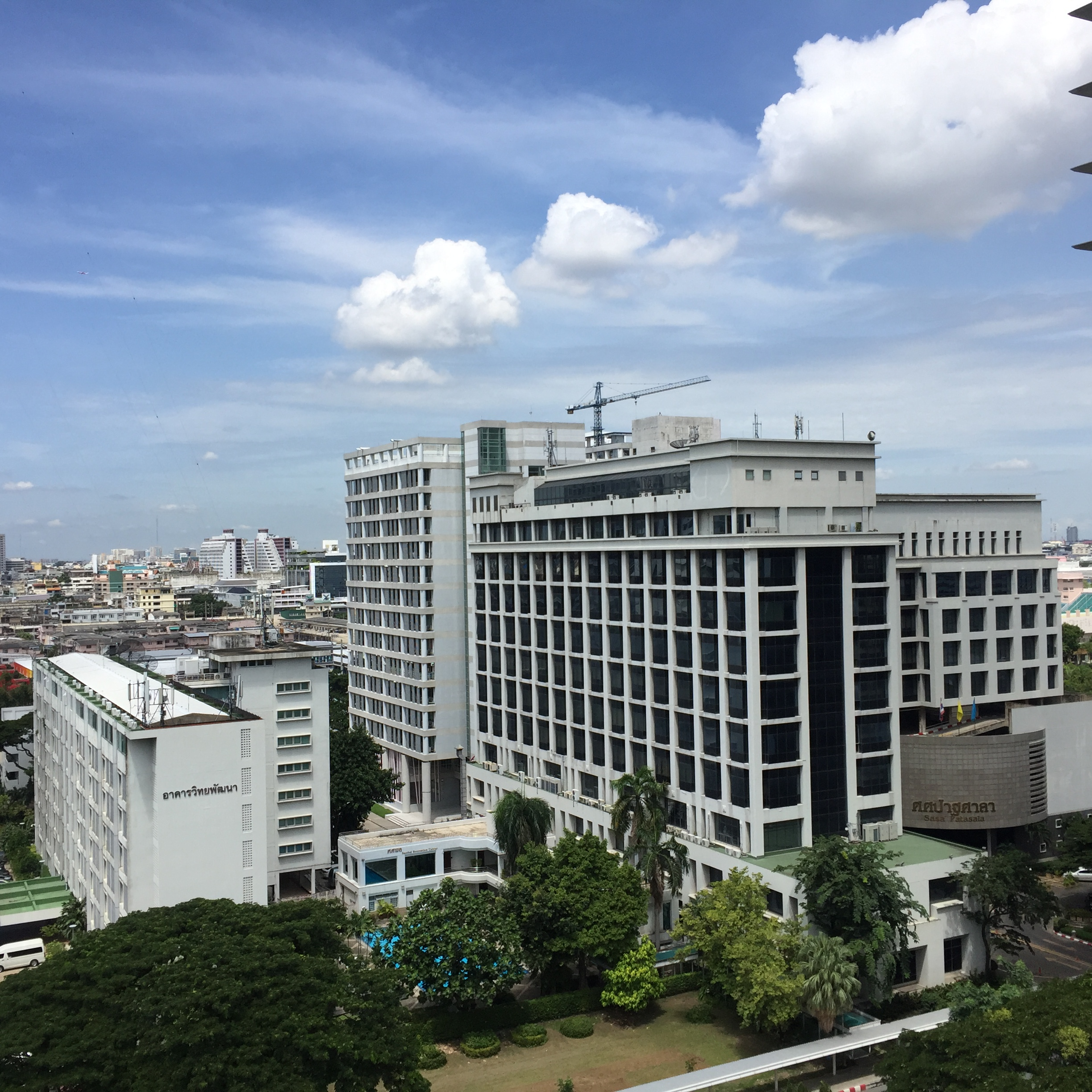
SASIN

- チュラロンコン大学サシン経営大学院(SASIN)

#### インド
- インド経営大学院(IIMs)
- インド商科大学院(ISB)

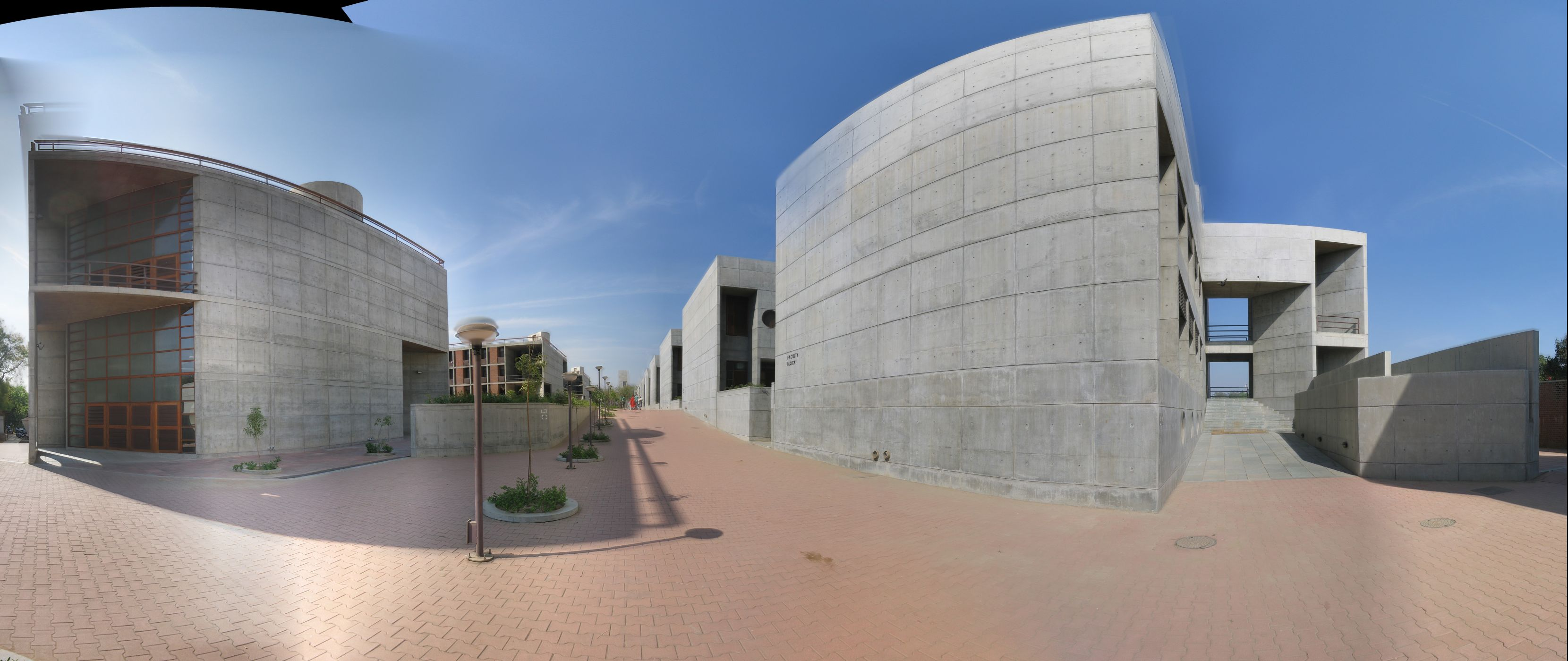
IIMs

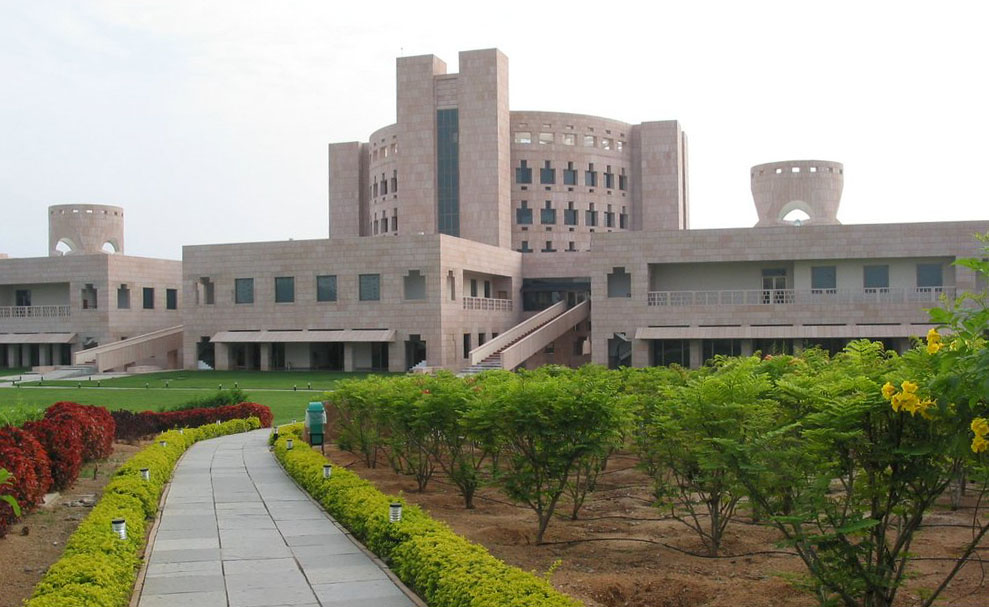
ISB

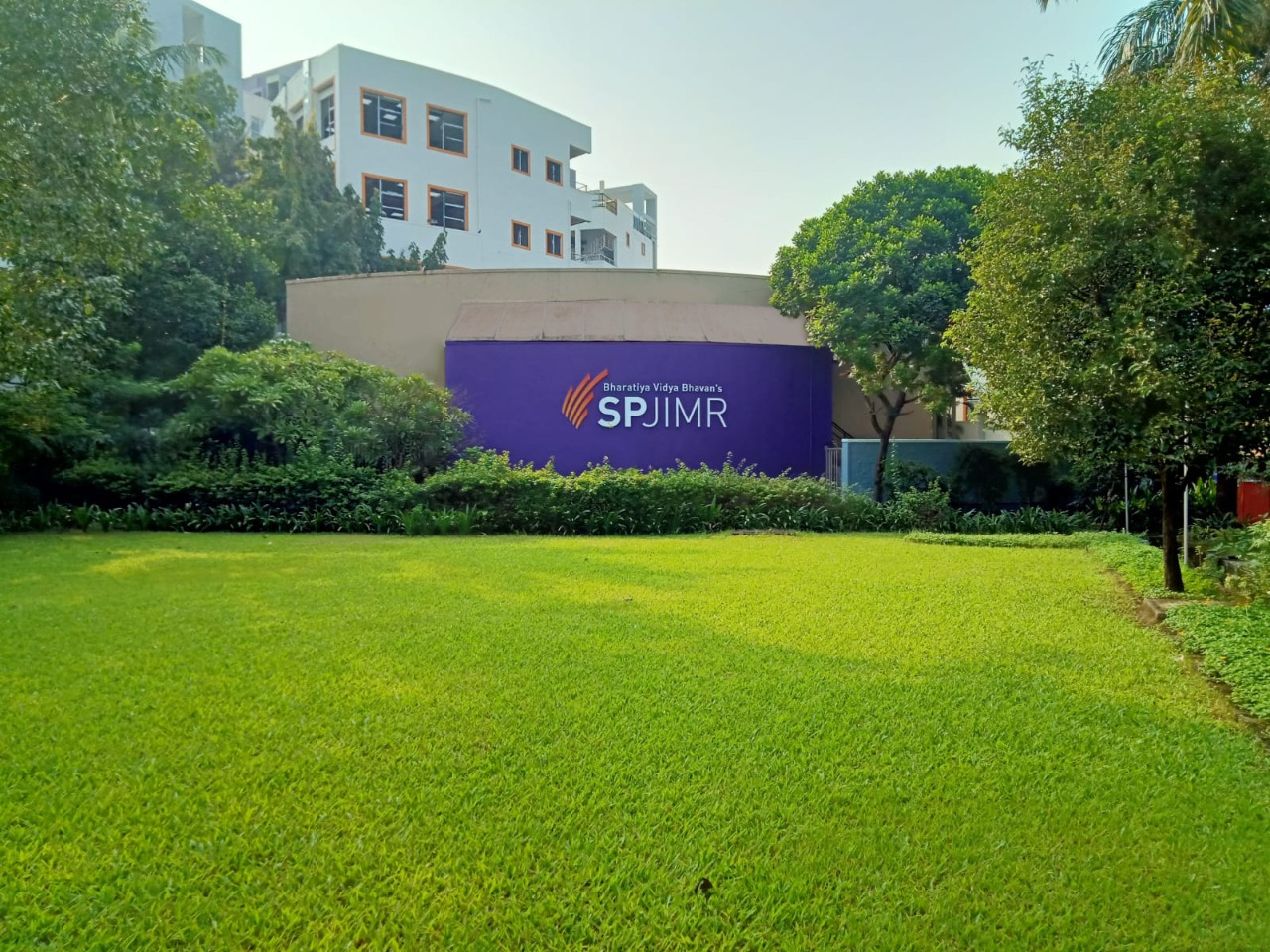
SPJIMR

- S. P. Jain Institute of Management and Research(SPJIMR)：シンガポール分校有り
- Amity Business School

### ヨーロッパ
INSEAD（フランス）、ロンドン・ビジネス・スクール（イギリス）、IMD（スイス）、IESE ビジネススクール（スペイン）など、各国に有力なビジネススクールがある。また、近年ではオックスフォード大学、ケンブリッジ大学、マンチェスター大学、ダラム大学などイングランドの古典総合大学にもビジネススクールが併設され、高い評価を得ている。

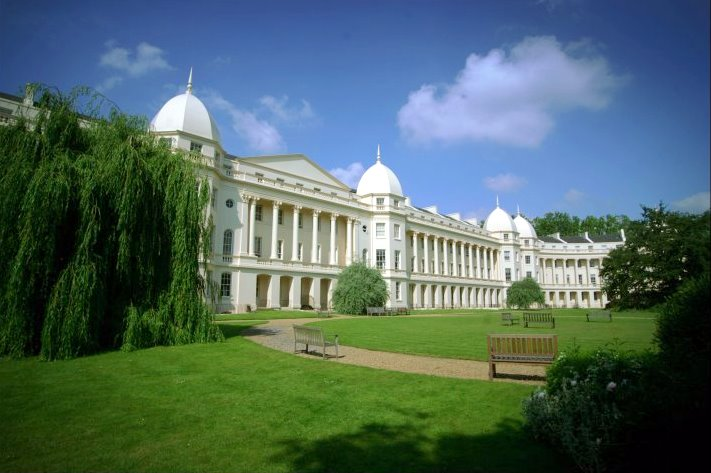
ロンドン・ビジネス・スクール

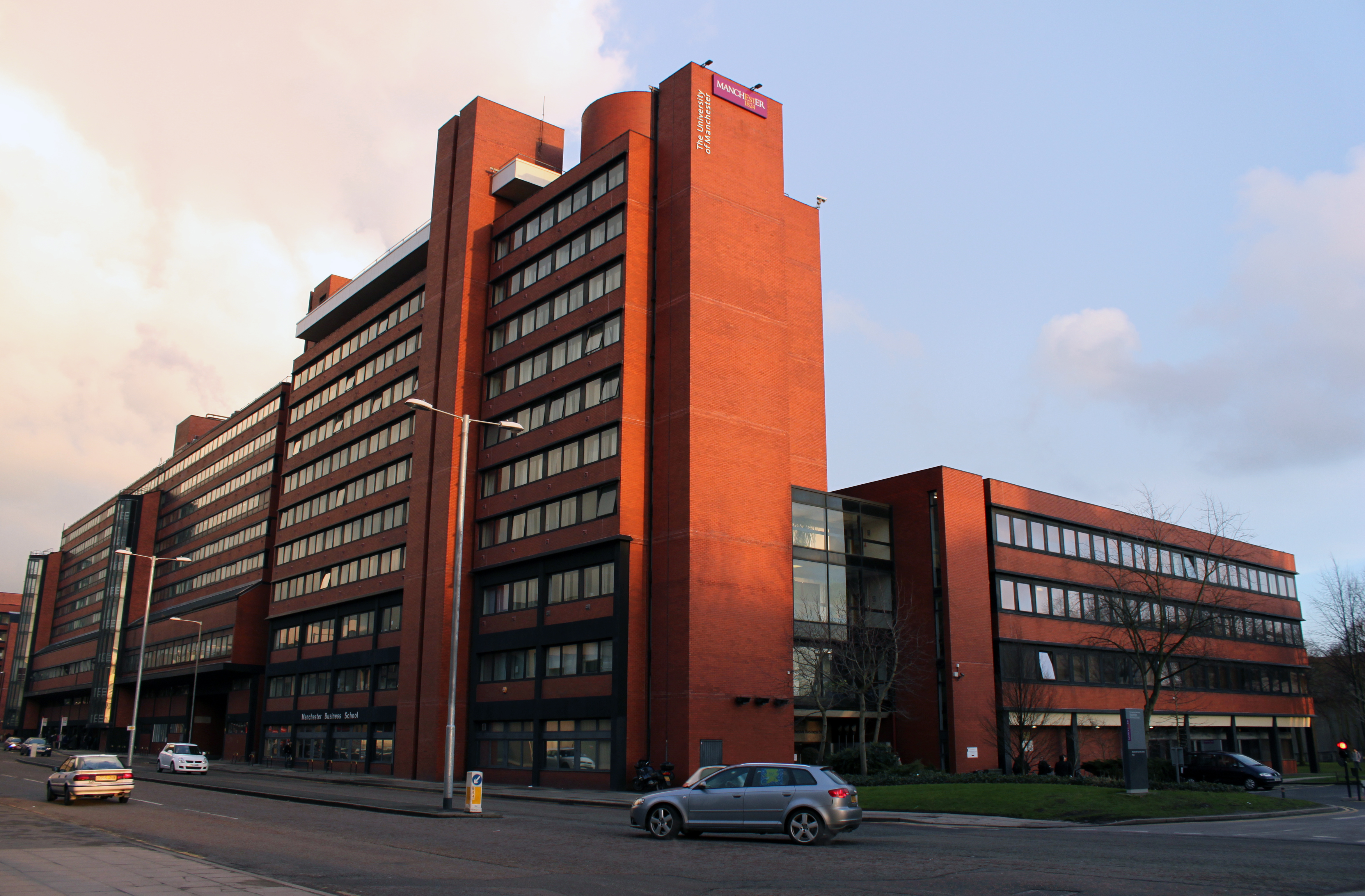
マンチェスター・ビジネス・スクール

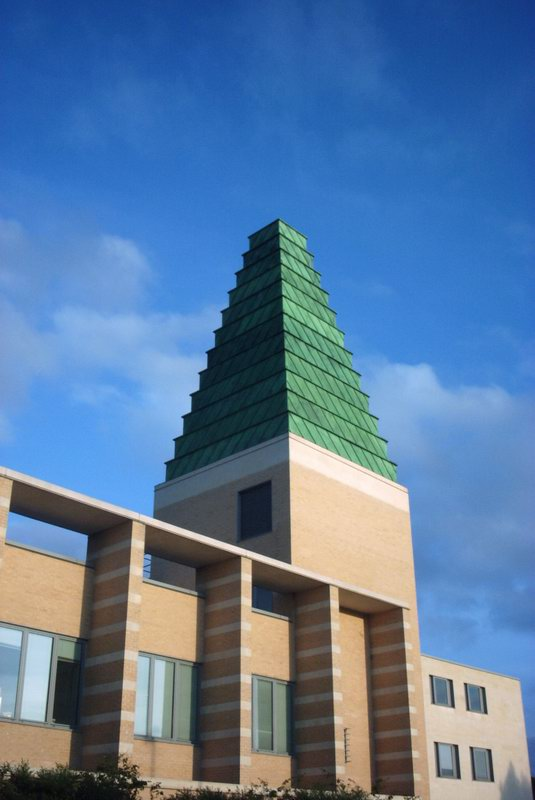
サイード・ビジネス・スクール

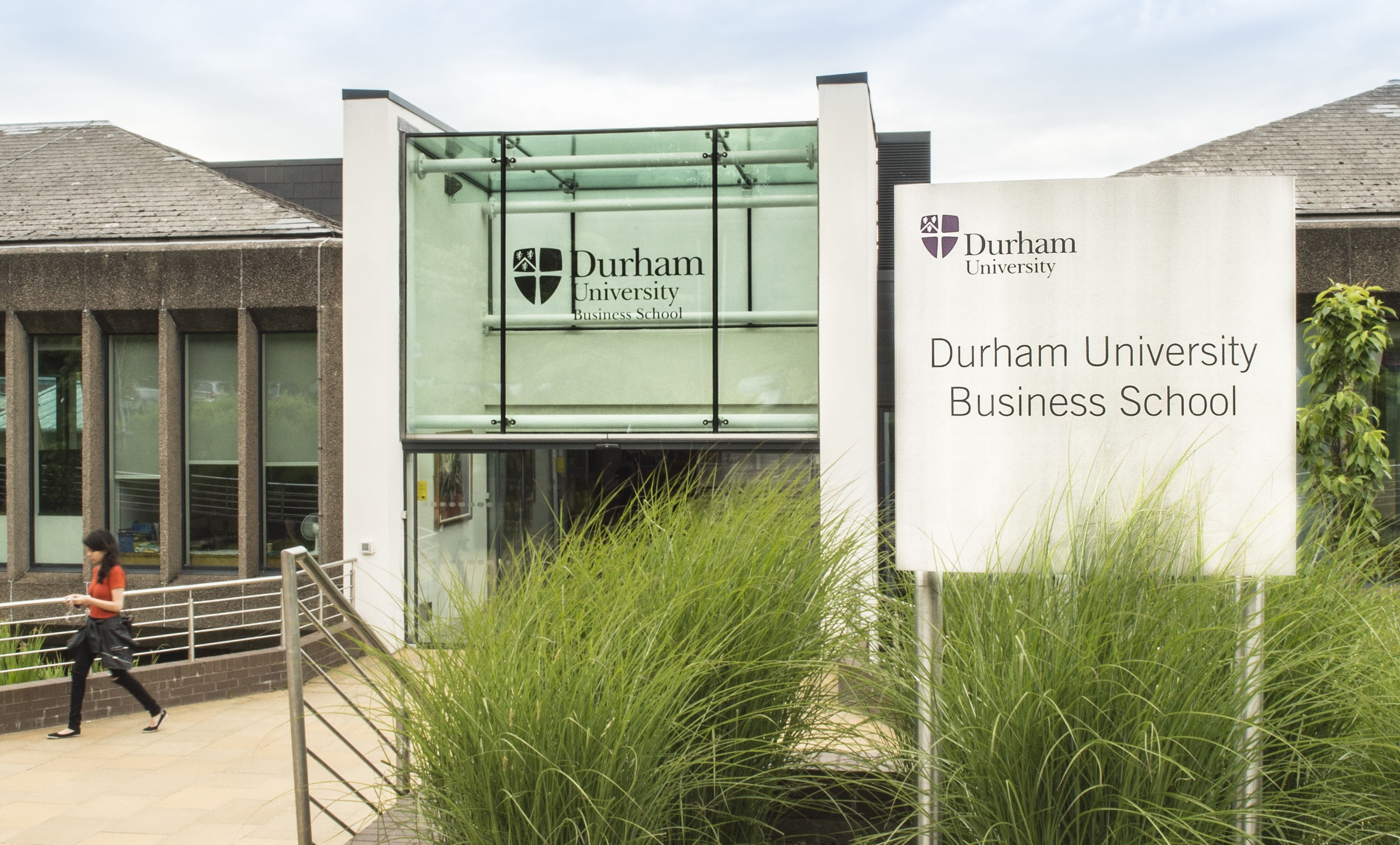
ダラム・ビジネス・スクール

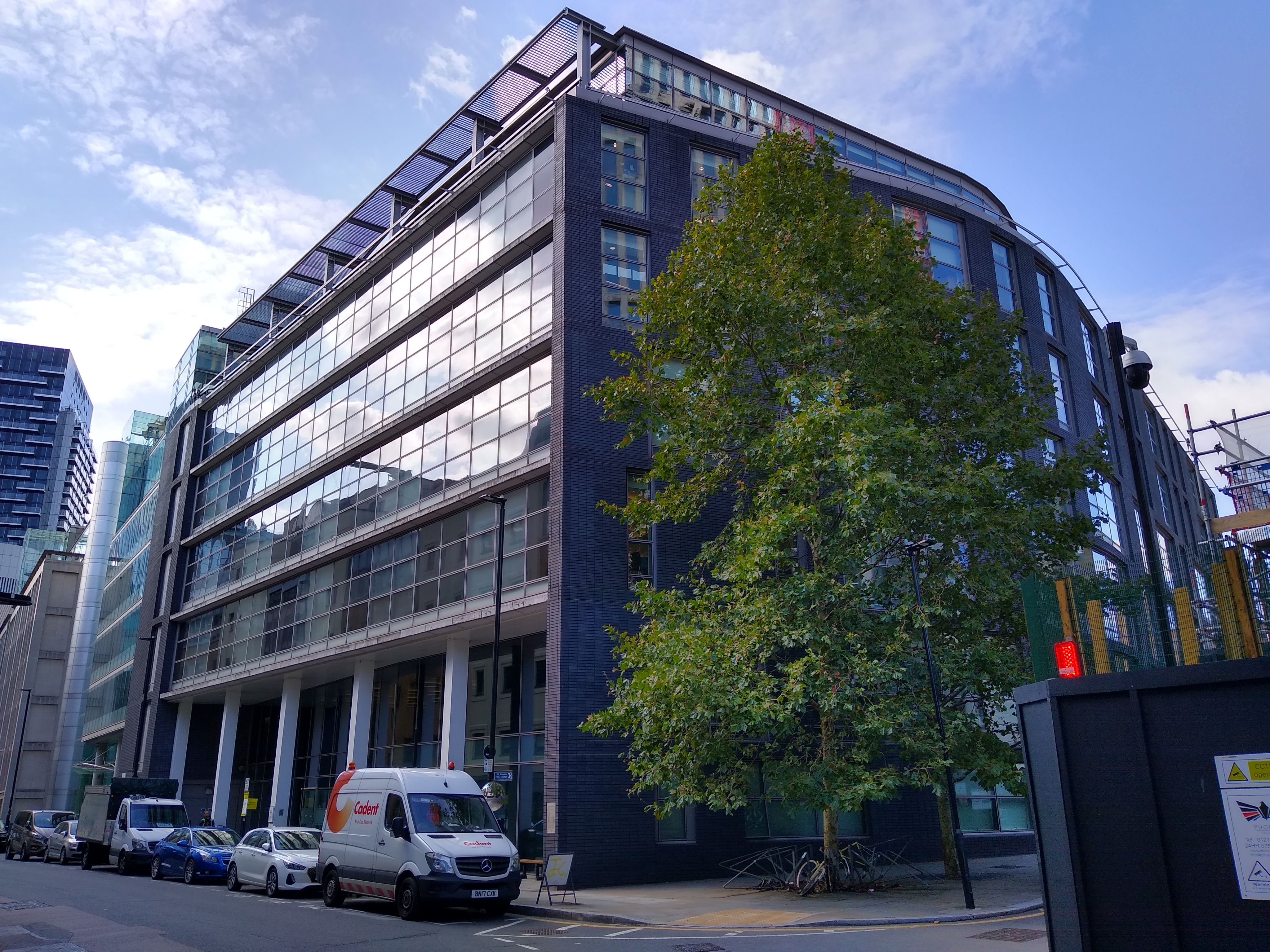
ベイズ・ビジネス・スクール

#### イギリス
- ロンドン・ビジネス・スクール： ロンドン大学群にある経営大学院 [10]
- マンチェスター・ビジネス・スクール: マンチェスター大学の経営大学院[11]
- サイード・ビジネス・スクール： オックスフォード大学の経営大学院[12]
- ダラム・ビジネス・スクール：　ダラム大学の経営大学院[13]
- ベイズ・ビジネス・スクール：ロンドン大学シティ校の経営大学院
- ウォーリック・ビジネス・スクール： ウォーリック大学の経営大学院[14]
- インペリアル・カレッジ・ビジネス・スクール： インペリアル・カレッジ・ロンドンの経営大学院[15]
- ケンブリッジ・ジャッジ・ビジネス・スクール： ケンブリッジ大学の経営大学院[16]
- ロンドン大学グローバルMBA[17]

#### フランス
（参考、括弧内はキャンパス所在地）

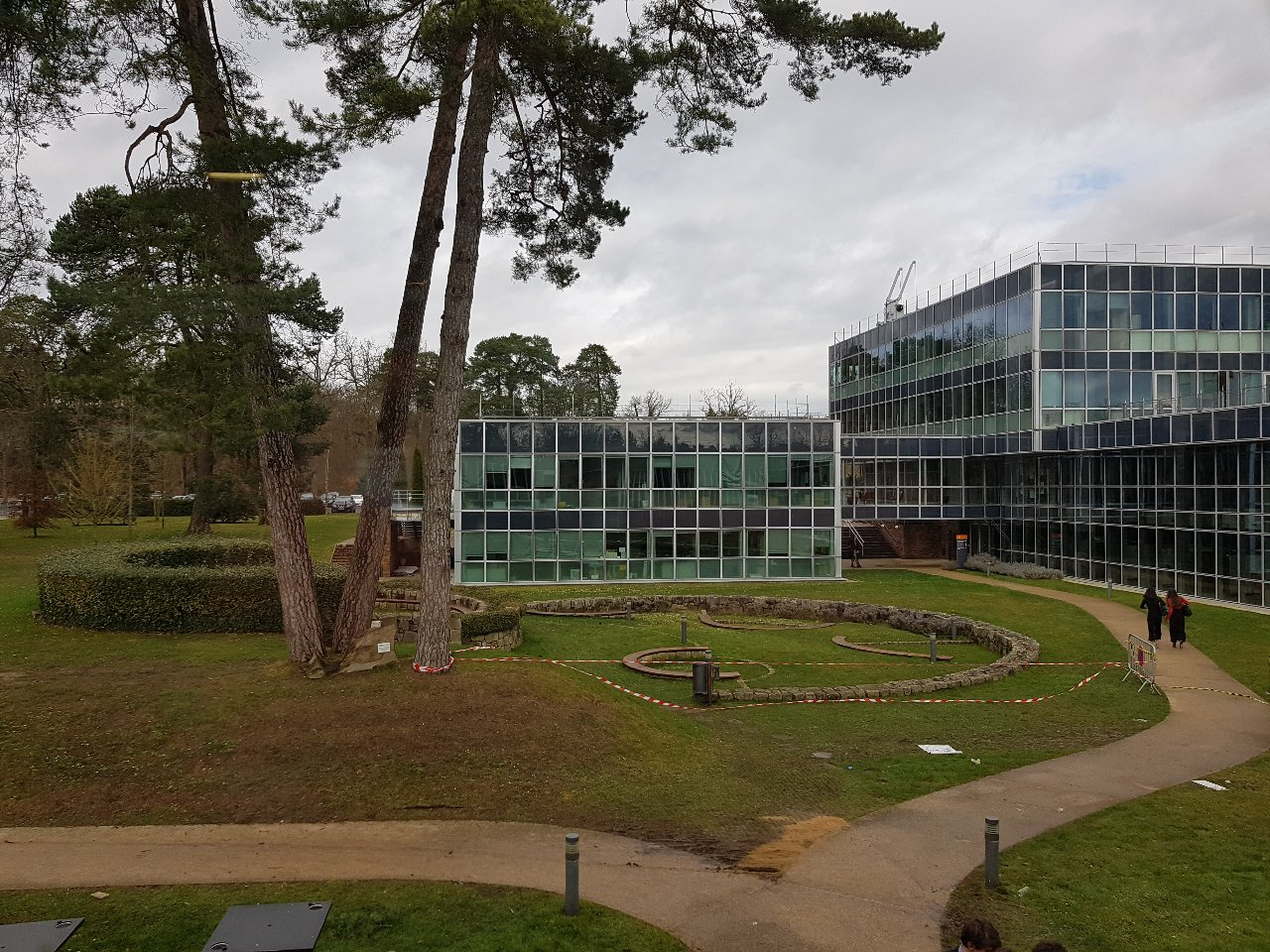
INSEAD

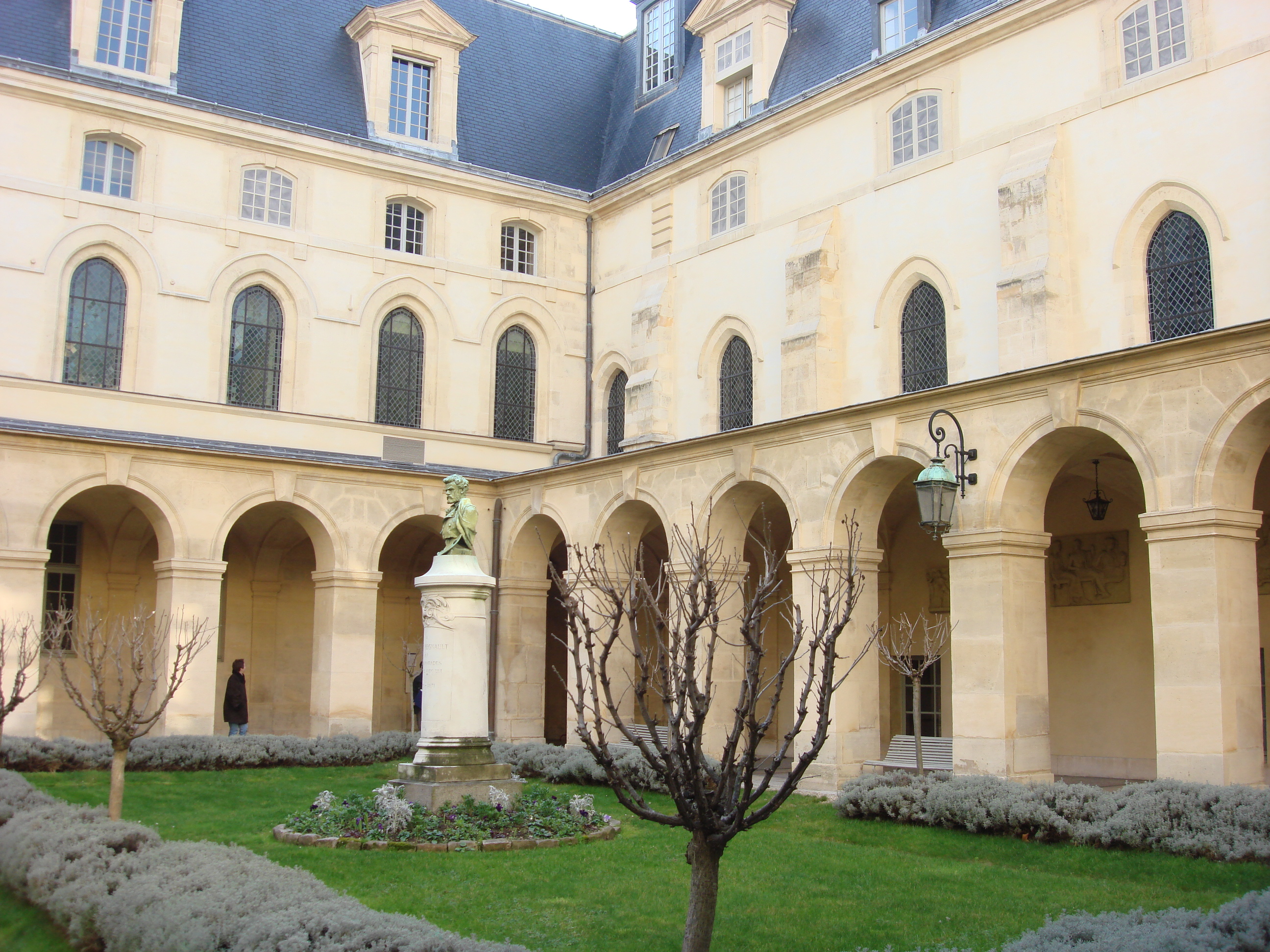
HECパリ

- INSEAD（フォンテンブロー、シンガポール）
- ESSEC（パリ、シンガポール）
- HECパリ（パリ）
- ESCP（パリ、トリノ、ベルリン、ロンドン、マドリード、パリ、トロント、ワルシャワにキャンパスがある[20]。）
- EMリヨン（リヨン）
- EDHEC（パリ、ニース、リール）
- KEDGEビジネススクール（パリ、ボルドー、マルセイユ）
- インセック経済商業高等学院 「INSEEC School of Business and Economics」 (パリ、ボルドー、リヨン、シャンベリー(サヴォワ県)、モナコ、サンフランシスコ、ロンドン、アビジャン、上海)
- オーデンシア（ナント）
- 国立土木学校経営大学院
- アンジェ高等商業学院（ESSCA School of Management）（パリ、アンジェ、エクス＝アン＝プロヴァンス他）
- EDCパリビジネススクール
- ESCEインターナショナル・ビジネススクール（ラ・デファンス、リヨン）
- IESEG経営大学院（パリ、リール）
- ISG経営大学院（パリ、東京、ニューヨーク）

#### スペイン
- IESE：バルセロナ

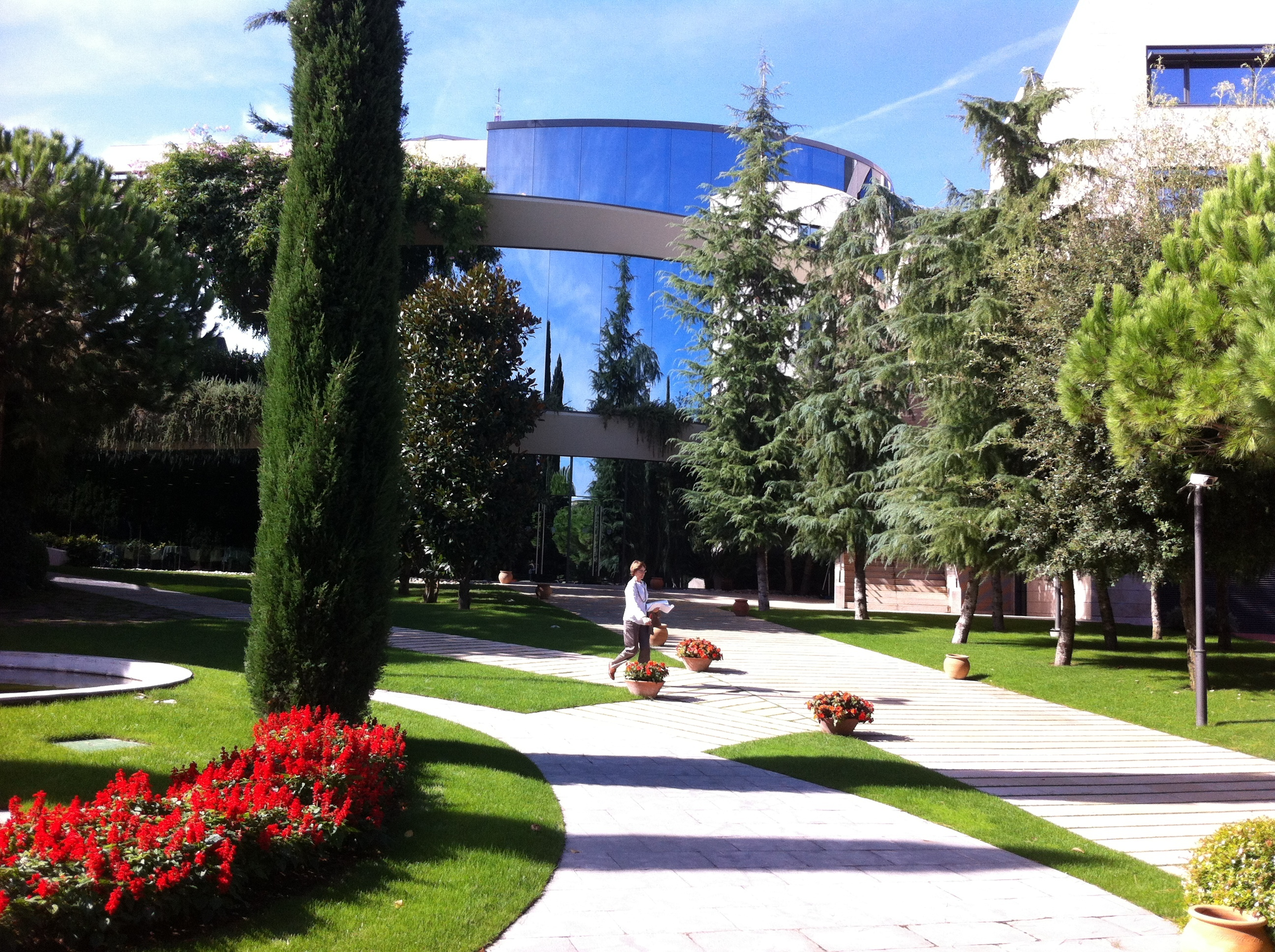
IESE

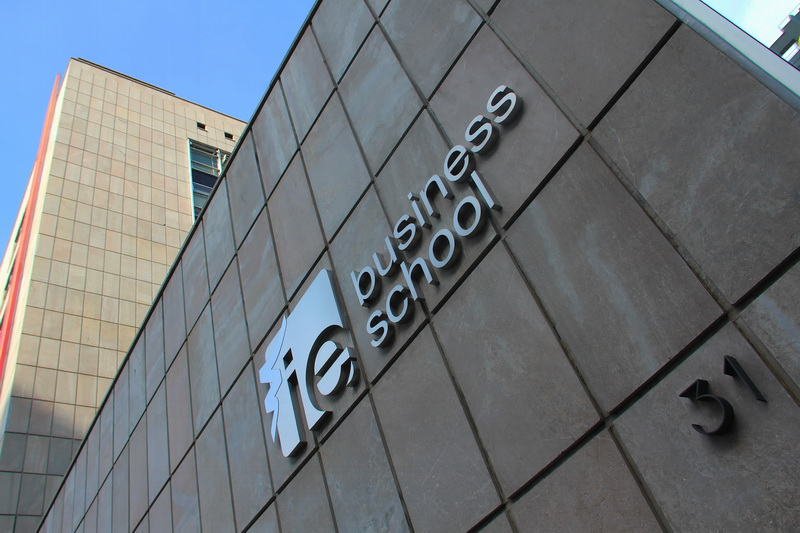
IE ビジネススクール

- ESADE（ESADE Business School）：バルセロナ
- IE ビジネススクール：マドリード
- EU ビジネススクール ：バルセロナ、スイス (ジュネーブ 及び モントルー)、ドイツ (ミュンヘン)

#### ドイツ

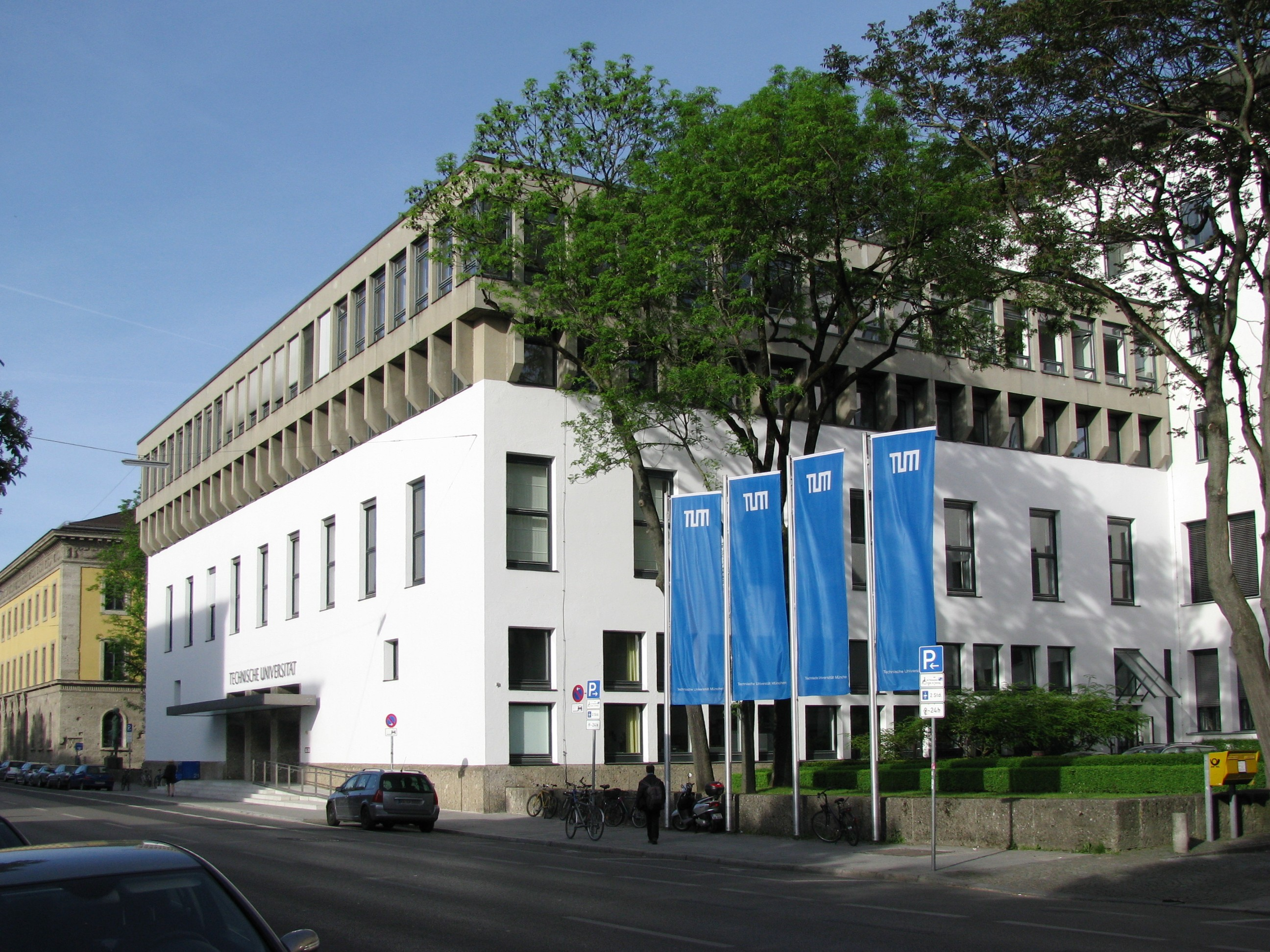
ミュンヘン工科大学マネジメントスクール

マンハイム・ビジネス・スクール

- ミュンヘン工科大学マネジメントスクール(TUM School of Management)：工科系経営学大学院
- マンハイムビジネススクール(Mannheim Business School)
- ライプツィヒ商科大学マネジメントスクール(HHL：Leipzig Graduate School of Management)
- フランクフルト金融経営スクール(Frankfurt School of Finance and Management)
- ベルリン経済法科大学プロフェッショナルスクール(Berlin Professional School)
- ルートヴィヒスハーフェン経済大学ビジネススクール

#### イタリア
- SDA ボッコーニ（SDA Bocconi School of Management）：ミラノ

#### オランダ
- RSM（RSM Erasmus University）：ロッテルダム

#### スイス
- IMD（International Institute for Management Development）：ローザンヌ
- ザンクトガレン大学:ザンクトガレン

#### スウェーデン
- ストックホルム大学ビジネススクール

#### ベルギー
- ブリュッセル自由大学ソルベー経営大学院

#### ロシア
- プレハーノフ記念ロシア経済アカデミー#インターナショナルビジネススクール
- スコルコヴォ・イノベーション・センター
- トムスク大学ビジネススクール

### アフリカ
- ラゴス・ビジネススクール（英語） - パン・アフリカン大学
- ケープタウン大学ビジネススクール

### オセアニア

#### オーストラリア
- Melbourneビジネススクール（メルボルン大学）
- UNSWビジネススクール（ニューサウスウェールズ大学）
- Monashビジネススクール（モナシュ大学）
- USYDビジネススクール（シドニー大学）
- QUTビジネススクール（クイーンズランド工科大学）
- UQビジネススクール（クイーンズランド大学）
- UWAビジネススクール（西オーストラリア大学）
- ANUビジネススクール（オーストラリア国立大学）
- RMITビジネススクール（RMIT大学）
- Sydneyビジネススクール（ウーロンゴン大学）
- オーストラリア起業家大学院大学（AGSE: Australian Graduate School of Entrepreneurship, スウィンバーン工科大学）
- Bondビジネススクール（ボンド大学）
- Curtinビジネススクール（カーティン大学）
- シドニー工科大学ビジネススクール
- ジェームズクック大学ビジネススクール

### 南米

#### アルゼンチン
- IAE, Argentine*
- Universidad de Torcuato Di Tella
- UCEMA*
- Universidad de San Andrés*

### 北米

#### アメリカ合衆国

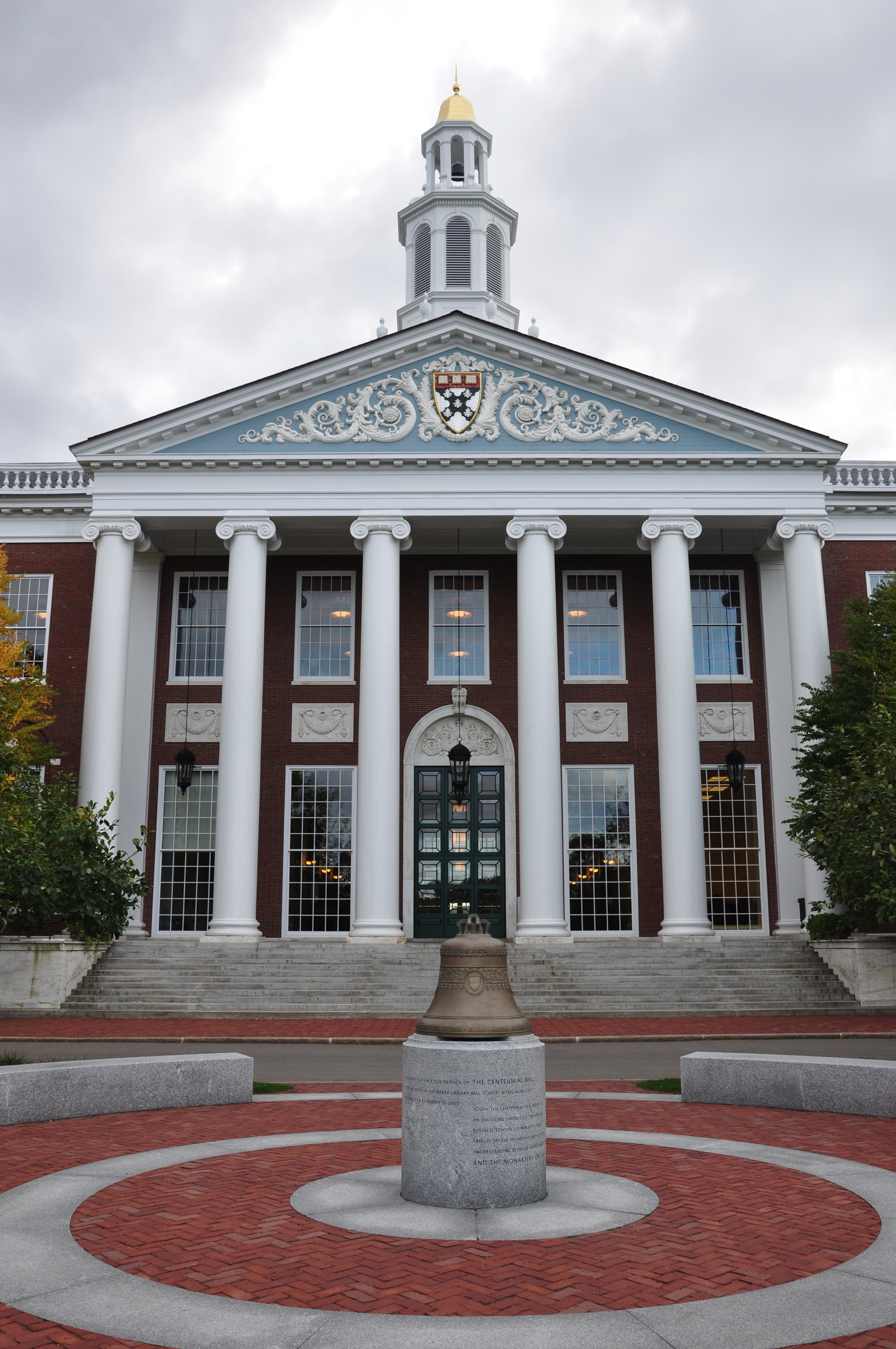
ハーバード・ビジネス・スクール

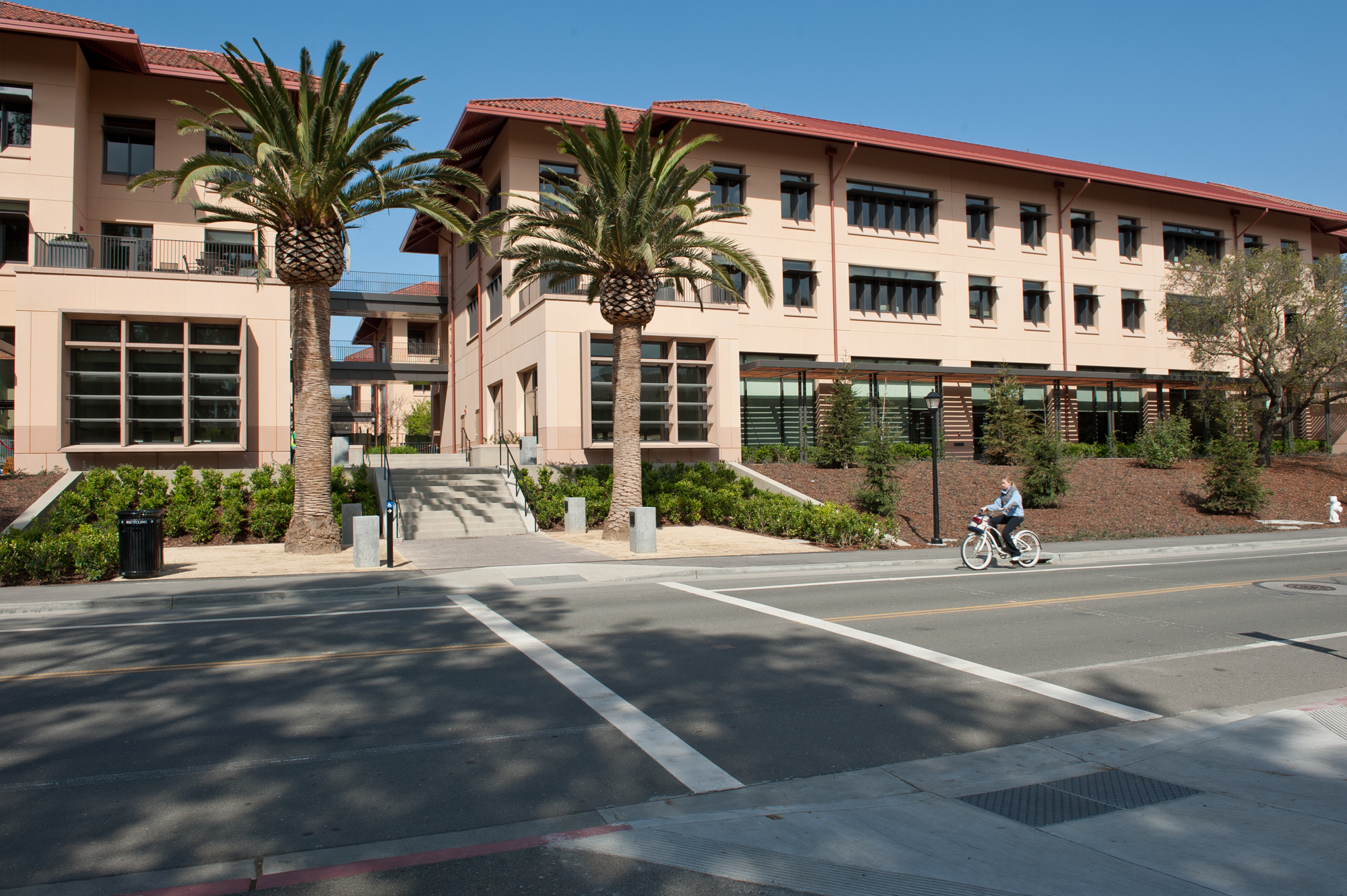
スタンフォード大学経営大学院

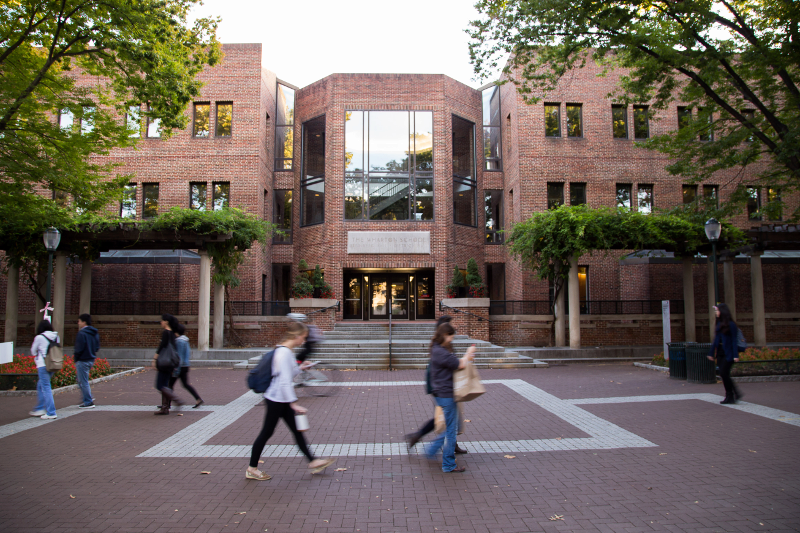
ペンシルベニア大学ウォートン・スクール

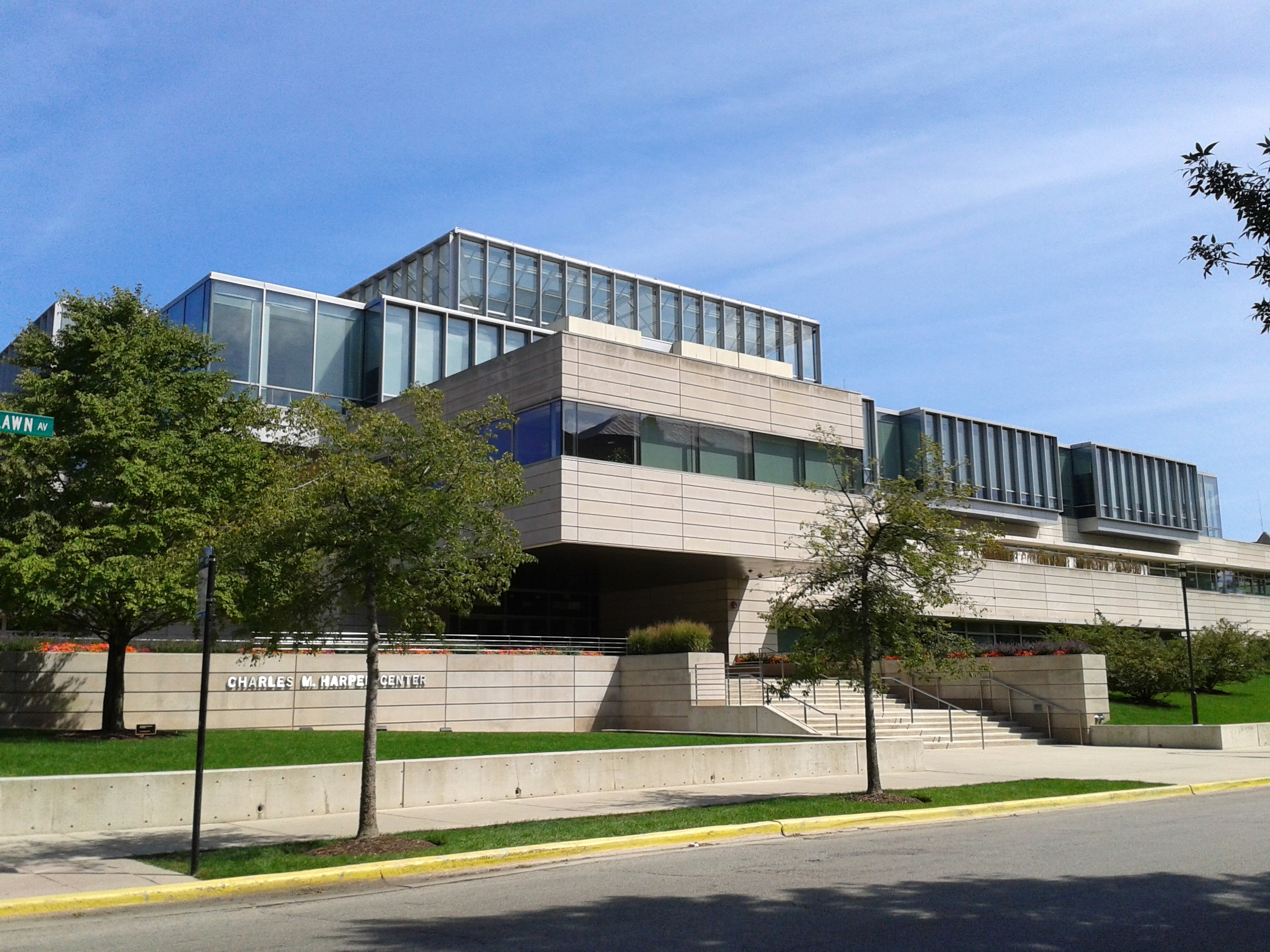
シカゴ大学ブース・スクール・オブ・ビジネス

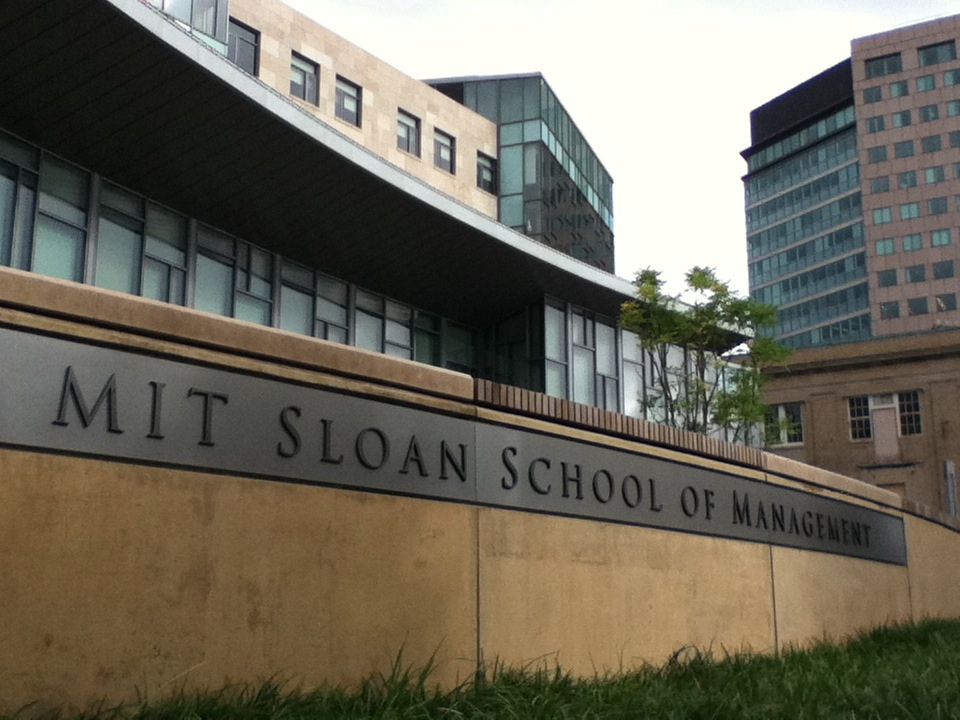
MITスローン・スクール・オブ・マネジメント

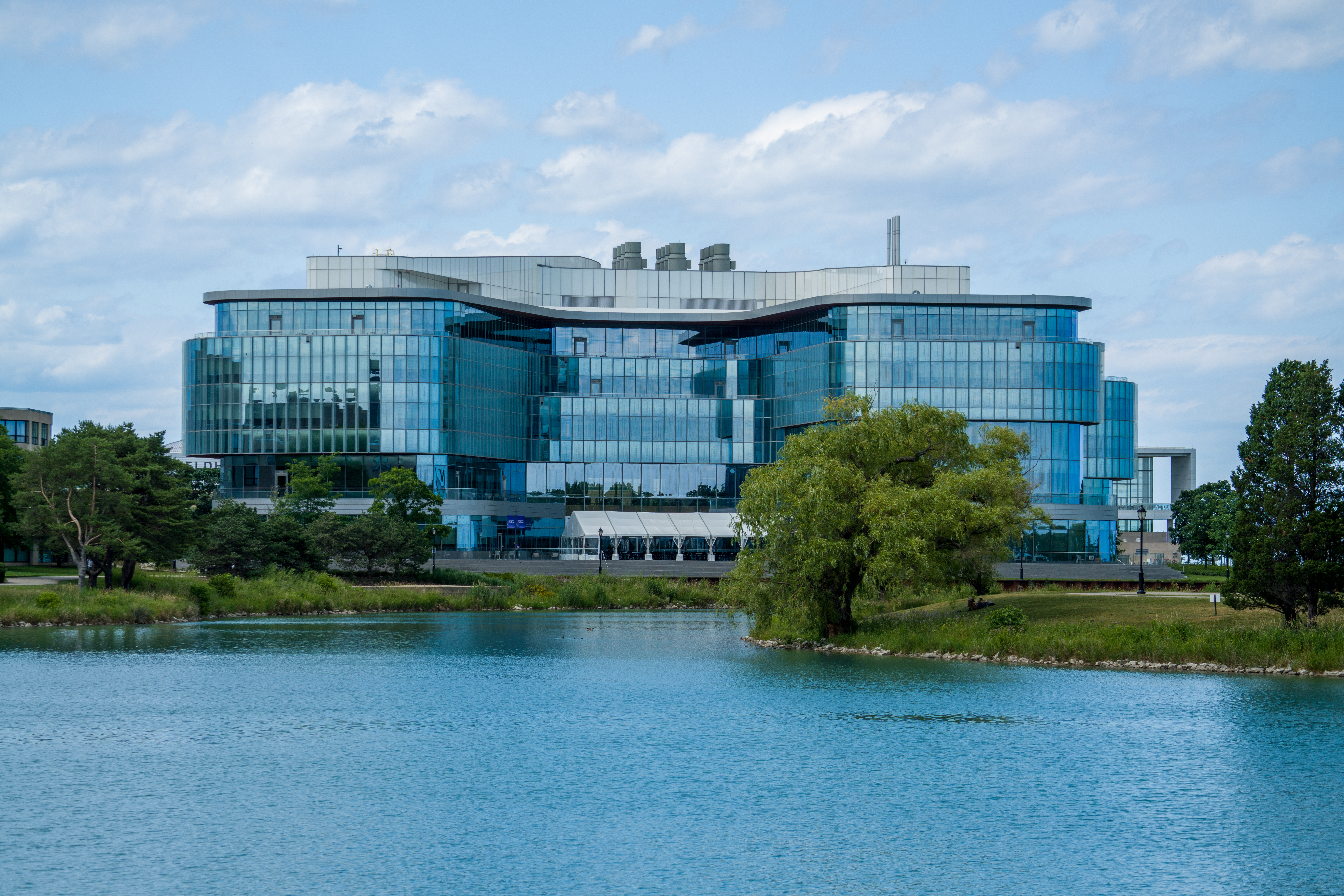
ケロッグ経営大学院

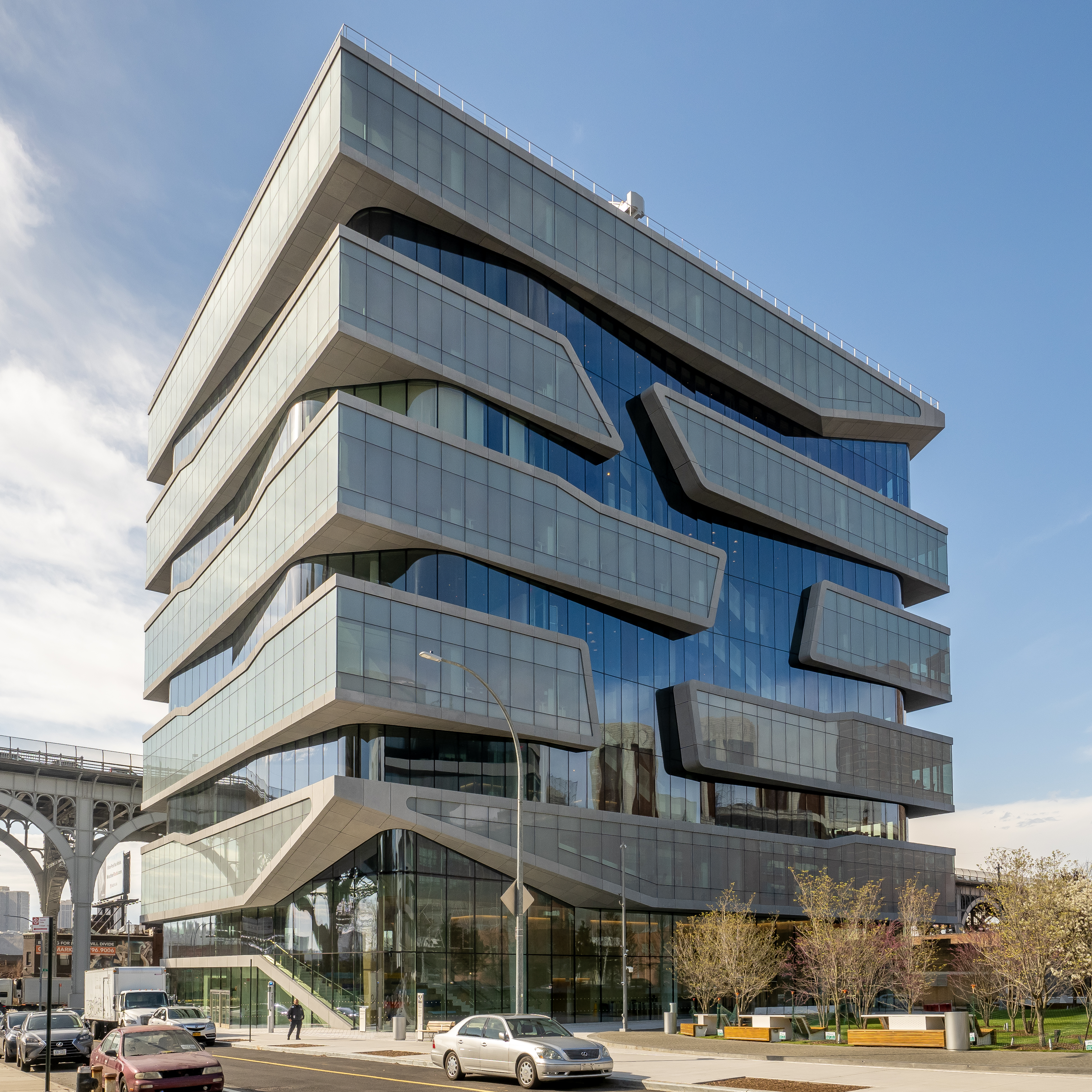
コロンビア・ビジネス・スクール

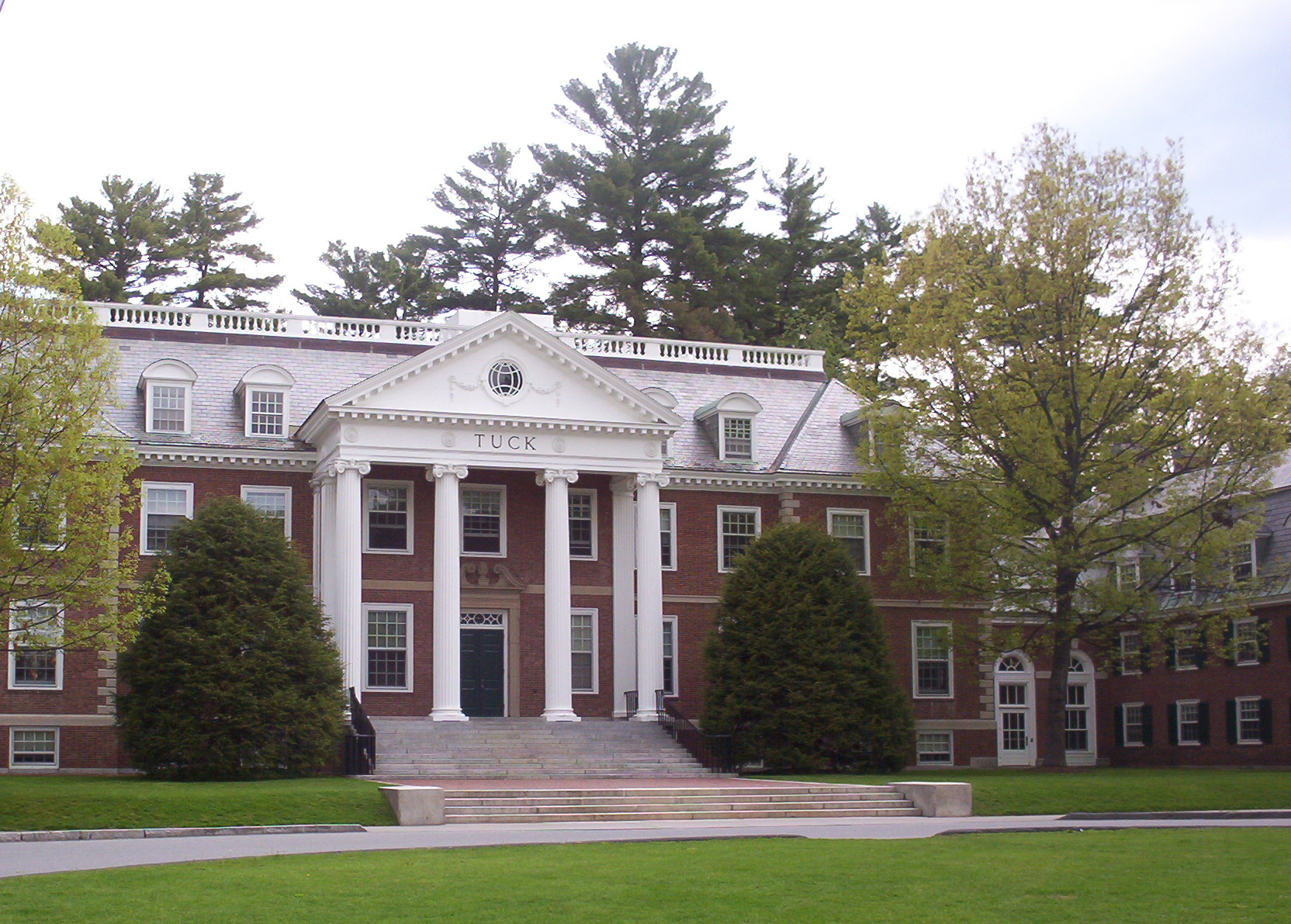
タック・スクール・オブ・ビジネス

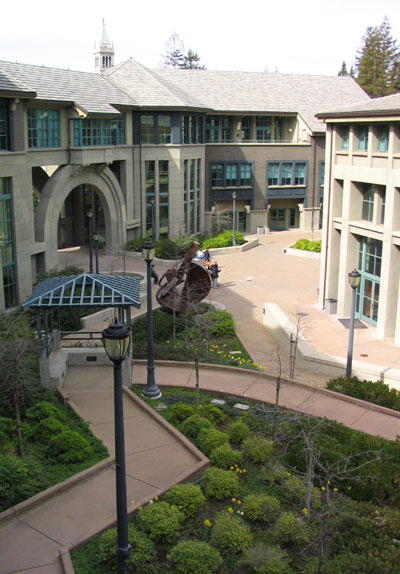
ハース・スクール・オブ・ビジネス

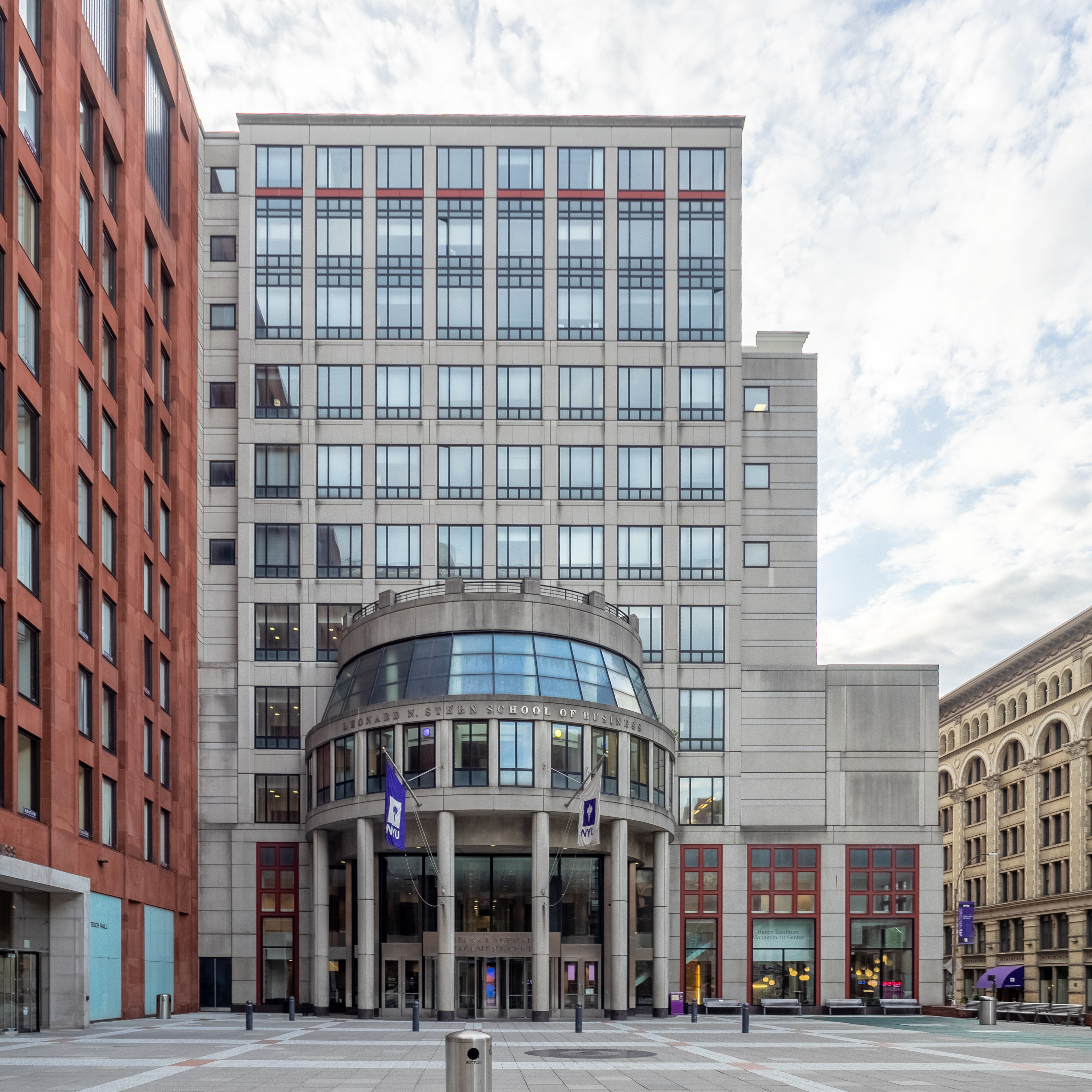
スターン・スクール・オブ・ビジネス

アメリカでは現在、500を越す大学・教育機関がMBA課程を設置している。アイビーリーグ8校のうち、ブラウン大学とプリンストン大学はMBA課程を持たない。MBAは学校によって特色があり一概にどの学校がトップであるかとは判断しにくいが、複数のマスコミから毎年ランキングが発表されており、そのランキングは就職率や初任給の多寡、また生徒や実業界からの評価により変動している。
アメリカの主なMBAプログラム（**は公立）
- ハーバード・ビジネス・スクール（Harvard Business School、HBS）：マサチューセッツ州ケンブリッジにあるハーバード大学の経営大学院。
- スタンフォード大学経営大学院（Stanford Graduate School of Business）：カリフォルニア州スタンフォードにあるスタンフォード大学の経営大学院。
- ウォートン・スクール（Wharton School）：ペンシルベニア州フィラデルフィアにあるペンシルベニア大学の経営大学院。
- シカゴ大学ブース・スクール・オブ・ビジネス（University of Chicago Booth School of Business, Chicago Booth）：イリノイ州シカゴにあるシカゴ大学の経営大学院。香港に分校有り。
- MITスローン・スクール・オブ・マネジメント（MIT Sloan School of Management）：マサチューセッツ州ケンブリッジにあるマサチューセッツ工科大学の工科系経営大学院。
- ケロッグ経営大学院（Kellogg School of Management）：イリノイ州エバンストンにあるノースウェスタン大学の経営大学院。
- コロンビア・ビジネス・スクール（Columbia Business School）：ニューヨーク州ニューヨーク市にあるコロンビア大学の経営大学院。
- タック・スクール・オブ・ビジネス（Tuck School of Business at Dartmouth）：ニューハンプシャー州ハノーバーにあるダートマス大学の経営大学院。
- ハース・スクール・オブ・ビジネス（Haas School of Business）：カリフォルニア州バークレーにあるカリフォルニア大学バークレー校（UCバークレー）の経営大学院**
- スターン・スクール・オブ・ビジネス（Leonard N Stern School of Business）：ニューヨーク州ニューヨーク市にあるニューヨーク大学の経営大学院。
- アンダーソン・スクール・オブ・マネジメント（Anderson School of Management）：カリフォルニア州ロサンゼルスにあるカリフォルニア大学ロサンゼルス校（UCLA）の経営大学院**
- イェール大学経営大学院（英：Yale School of Management）：コネチカット州ニューヘイブンにあるイェール大学の経営大学院。
- ロス・スクール・オブ・ビジネス（Stephen M. Ross School of Business）：ミシガン州アナーバーにあるミシガン大学の経営学部及び大学院**
- フュークア・スクール・オブ・ビジネス（Fuqua School of Business）：ノースカロライナ州ダーラムにあるデューク大学の経営大学院
- ジョンソン・スクール（Johnson School）：ニューヨーク州イサカにあるコーネル大学の経営大学院
- ダーデン・スクール・オブ・ビジネス (Darden School of Business) ：バージニア州シャーロッツビルにあるバージニア大学の経営大学院**
- サンダーバード国際経営大学院（Thunderbird School of Global Management）：アリゾナ州グレンデール市にあるアリゾナ州立大学の経営大学院**
- マーシャル・スクール・オブ・ビジネス（Marshall School of Business）：カリフォルニア州ロサンゼルスにある南カリフォルニア大学(USC)の経営大学院
- テッパー・スクール・オブ・ビジネス（Tepper School of Business）：ペンシルベニア州ピッツバーグにあるカーネギーメロン大学の経営大学院
- マコームズ・スクール・オブ・ビジネス（McCombs School of Business）：テキサス州オースティンにあるテキサス大学オースティン校の経営大学院**
- ゴイズエタ・ビジネス・スクール（Goizueta Business School）：ジョージア州ドルーイド・ヒルズにあるエモリー大学の経営大学院
- フォスター・スクール・オブ・ビジネス（Foster School of Business）：ワシントン州シアトルにあるワシントン大学の経営大学院**
- マクドノー・スクール・オブ・ビジネス（McDonough School of Business）：ワシントンD.C.にあるジョージタウン大学の経営大学院
- ライス大学ジョーンズ経営大学院（Jones Graduate School of Business）：テキサス州ヒューストンにある経営大学院
- ジョージア工科大学 シェラー・ビジネススクール（Scheller College of Business）：ジョージア州アトランタにある工科系経営大学院**
- イリノイ大学・カレッジ・オブ・ビジネス（University of Illinois at Urbana-Champaign College of Business）：イリノイ州アーバナ・シャンペーンにあるイリノイ大学アーバナシャンペーン校の経営大学院**
- ケナン・フラグラー・ビジネス・スクール（Kenan Flagler Business School）：ノースカロライナ州チャペルヒルにあるノースカロライナ大学チャペルヒル校の経営大学院**
- ケリー・スクール・オブ・ビジネス（Kelley School of Business）：インディアナ州ブルーミントンにあるインディアナ大学の経営大学院**
- F.W.オーリン・ビジネススクール（F. W. Olin Graduate School of Business）：マサチューセッツ州ウェルズリーにあるバブソン大学の経営大学院。
- オーリン・ビジネス・スクール（Olin Business School）：ミズーリ州セントルイス・ワシントン大学の経営大学院
- クラナート・スクール・オブ・マネジメント（Krannert School of Management）：インディアナ州ウェストラファイエットにあるパデュー大学の経営学部・大学院**
- ボストン大学・スクール・オブ・マネージメント（Boston University School of Management）：マサチューセッツ州ボストンにあるボストン大学の経営大学院。*
- フロリダ大学 ウォリントン・カレッジ・オブ・ビジネス（Warrington College of Business）：フロリダ州ゲインズビルにあるビジネススクール**
- ロバート・H・スミス・スクール・オブ・ビジネス（Robert H. Smith School of Business）:メリーランド州カレッジパークにあるメリーランド大学の経営大学院**
- メンドーザ・カレッジ・オブ・ビジネス（Mendoza College of Business）：インディアナ州サウスベンドにあるノートルダム大学の経営大学院。
- ブロード・カレッジ・オブ・ビジネス（Broad College of Business）：ミシガン州イーストランシングにあるミシガン州立大学の経営大学院**
- ユタ大学・David Eccles School of Business: ユタ州ソルトレイクシティにあるビジネススクール**
- カールソン・スクール・オブ・マネジメント（Carlson School of Management）:ミネソタ州ミネアポリスにあるミネソタ大学ツインシティー校の経営大学院**
- マリオット・スクール・オブマネジメント（Marriott School of Management）：ユタ州プロボにあるブリガムヤング大学の経営大学院
- スミール・カレッジ・オブ・ビジネス（Smeal College of Business）:ペンシルベニア州ステートカレッジにあるペンシルベニア州立大学の経営大学院**
- ポール・メラージ・スクール・オブ・ビジネス（Paul Merage School of Business）:カリフォルニア州アーバインにあるカリフォルニア大学アーバイン校の経営大学院**
- フィッシャー・ビジネスカレッジ（Fisher College of Business）:オハイオ州コロンバスにあるオハイオ州立大学の経営大学院**
- ジョージ・ワシントン大学・スクール・オブ・ビジネス（The George Washington University School of Business）：ワシントンD.C.にあるジョージワシントン大学の経営大学院
- メイズ・ビジネススクール（Mays Business School）:テキサス州カレッジステーションにあるテキサスA&M大学の経営大学院**
- マーティン・J・ウィットマン・スクール・オブ・マネージメント（Martin J. Whitman School of Management）:ニューヨーク州シラキューズにあるシラキューズ大学の経営大学院
- ラトガース・ビジネススクール（Rutgers Business School）:ニュージャージー州にあるラトガース大学の経営大学院**
- メイソン・スクール・オブ・ビジネス（Mason School of Business）：バージニア州ウィリアムズバーグにあるウィリアム・アンド・メアリー大学の経営大学院**
- トービン・カレッジ・ビジネス・スクール (Tobin College of Business School)：ニューヨーク州ニューヨーク市にあるセント・ジョンズ大学の経営大学院。
- ズィックリン・スクール・オブ・ビジネス（Zicklin School of Business）：ニューヨーク州ニューヨーク市にあるニューヨーク市立大学バルーク校の経営大学院**
- イリノイ工科大学 スチュアート・ビジネス・スクール（IIT Stuart School of Business）：イリノイ州シカゴのダウンタウンに位置する工科系経営大学院
- ウィリアム・E・サイモン・ビジネススクール (Simon School): ニューヨーク州ロチェスターにあるロチェスター大学の経営大学院。
- A.B.フリーマン・スクール・オブ・ビジネス（A.B.Freeman School of Business）:ルイジアナ州ニューオーリンズにあるテューレーン大学の経営大学院
- ルーカス・ビジネスカレッジ（Lucas College and Graduate School of Business）：カリフォルニア州サンノゼにあるサンノゼ州立大学の経営大学院**
- SDSUファウラー・ビジネスカレッジ（SDSU Fowler College of Business）：カリフォルニア州サンディエゴにあるサンディエゴ州立大学の経営大学院**
- ハルト・インターナショナル・ビジネススクール（Hult International Business School）：マサチューセッツ州ケンブリッジにある経営大学院。元the Arthur D. Little School of Management
- アナハイム大学アキオ・モリタ・スクール・オブ・ビジネス](Anaheim University Akio Morita School of Business)：日本（東京都港区青山）で補修授業を受けながらオンラインで経営学修士の学位を取得可能なカリフォルニア州アナハイム市にあるビジネススクール)

#### カナダ
- ロットマン・スクール・オブ・マネジメント（Rotman School of Management）:オンタリオ州トロントにあるトロント大学のビジネススクール
- アイヴィー・スクール・オブ・ビジネス（Ivey School of Business）:オンタリオ州ロンドンにあるウェスタン・オンタリオ大学のビジネススクール
- スミス・スクール・オブ・ビジネス（Smith School of Business）：オンタリオ州キングストンにあるクイーンズ大学にあるビジネススクール
- モントリオール商科大学  (HEC Montreal) :ケベック州モントリオールにあるビジネススクール
- サウダー・スクール・オブ・ビジネス（UBC Sauder School of Business）:ブリティッシュコロンビア州にあるブリティッシュコロンビア大学のビジネススクール
- マギル大学デゾーテル経営学部（Desautels Faculty of Management）: ケベック州モントリオールにあるマギル大学のビジネススクール
- アルバータ大学のビジネススクール
- ヨーク大学 (カナダ)シューリック・ビジネススクール
- カルガリー大学のビジネススクール
- サイモンフレーザー大学のビジネススクール
- マックマスター大学のビジネススクール
- モントリオール大学のビジネススクール